# Llista d'asteroides (321001-322000)
Llista d'asteroides del 321.001 al 322.000, amb data de descoberta i descobridor. És un fragment de la llista d'asteroides completa. Als asteroides se'ls dona un número quan es confirma la seva òrbita, per tant apareixen llistats aproximadament segons la data de descobriment.

## 321001-321100
| Nom                | Designació provisional | Data de descobriment   | Lloc de descobriment | Descobridor/s          |
| ------------------ | ---------------------- | ---------------------- | -------------------- | ---------------------- |
| 321001             | 2008 KQ13              | 27 de maig de 2008     | Kitt Peak            | Spacewatch             |
| 321002             | 2008 KU14              | 27 de maig de 2008     | Kitt Peak            | Spacewatch             |
| 321003             | 2008 KG17              | 27 de maig de 2008     | Kitt Peak            | Spacewatch             |
| 321004             | 2008 KR23              | 28 de maig de 2008     | Kitt Peak            | Spacewatch             |
| 321005             | 2008 KQ24              | 28 de maig de 2008     | Kitt Peak            | Spacewatch             |
| 321006             | 2008 KO26              | 29 de maig de 2008     | Kitt Peak            | Spacewatch             |
| 321007             | 2008 KR26              | 29 de maig de 2008     | Kitt Peak            | Spacewatch             |
| 321008             | 2008 KE27              | 30 de maig de 2008     | Kitt Peak            | Spacewatch             |
| 321009             | 2008 KX29              | 29 de maig de 2008     | Kitt Peak            | Spacewatch             |
| 321010             | 2008 KF33              | 29 de maig de 2008     | Mount Lemmon         | Mt. Lemmon Survey      |
| 321011             | 2008 KX33              | 29 de maig de 2008     | Kitt Peak            | Spacewatch             |
| 321012             | 2008 KC40              | 31 de maig de 2008     | Kitt Peak            | Spacewatch             |
| 321013             | 2008 KZ40              | 30 de maig de 2008     | Kitt Peak            | Spacewatch             |
| 321014             | 2008 LB1               | 1 de juny de 2008      | Mount Lemmon         | Mt. Lemmon Survey      |
| 321015             | 2008 LZ2               | 1 de juny de 2008      | Kitt Peak            | Spacewatch             |
| 321016             | 2008 LQ3               | 2 de juny de 2008      | Kitt Peak            | Spacewatch             |
| 321017             | 2008 LX11              | 7 de juny de 2008      | Kitt Peak            | Spacewatch             |
| 321018             | 2008 LX12              | 5 de juny de 2008      | Mount Lemmon         | Mt. Lemmon Survey      |
| 321019             | 2008 LC15              | 8 de juny de 2008      | Kitt Peak            | Spacewatch             |
| 321020             | 2008 LY15              | 10 de juny de 2008     | Kitt Peak            | Spacewatch             |
| 321021             | 2008 LD16              | 10 de juny de 2008     | Kitt Peak            | Spacewatch             |
| 321022             | 2008 LA18              | 15 de juny de 2008     | Siding Spring        | Siding Spring Survey   |
| 321023             | 2008 MA                | 22 de juny de 2008     | Kitt Peak            | Spacewatch             |
| 321024             | 2008 MD1               | 28 de juny de 2008     | La Canada            | La Canada              |
| 321025             | 2008 ME1               | 28 de juny de 2008     | Siding Spring        | Siding Spring Survey   |
| 321026             | 2008 MD2               | 24 de juny de 2008     | Kitt Peak            | Spacewatch             |
| 321027             | 2008 NR1               | 6 de juliol de 2008    | Pla D'Arguines       | R. Ferrando            |
| 321028             | 2008 OV5               | 28 de juliol de 2008   | Dauban               | F. Kugel               |
| 321029             | 2008 OK17              | 29 de juliol de 2008   | Mount Lemmon         | Mt. Lemmon Survey      |
| 321030             | 2008 OC22              | 30 de juliol de 2008   | Kitt Peak            | Spacewatch             |
| 321031             | 2008 OC23              | 30 de juliol de 2008   | Mount Lemmon         | Mt. Lemmon Survey      |
| 321032             | 2008 PL4               | 5 d'agost de 2008      | Hibiscus             | S. F. Hoenig, N. Teamo |
| 321033             | 2008 PL7               | 5 d'agost de 2008      | La Sagra             | La Sagra               |
| 321034             | 2008 PH8               | 6 d'agost de 2008      | La Sagra             | La Sagra               |
| 321035             | 2008 PZ16              | 7 d'agost de 2008      | Reedy Creek          | J. Broughton           |
| 321036             | 2008 PT21              | 12 d'agost de 2008     | Socorro              | LINEAR                 |
| 321037             | 2008 QK3               | 25 d'agost de 2008     | Sandlot              | G. Hug                 |
| 321038             | 2008 QY4               | 22 d'agost de 2008     | Kitt Peak            | Spacewatch             |
| 321039             | 2008 QB10              | 26 d'agost de 2008     | Dauban               | F. Kugel               |
| 321040             | 2008 QW21              | 26 d'agost de 2008     | Socorro              | LINEAR                 |
| 321041             | 2008 QB24              | 7 de desembre de 2001  | Kitt Peak            | Spacewatch             |
| 321042             | 2008 QY27              | 30 d'agost de 2008     | La Sagra             | La Sagra               |
| 321043             | 2008 QF28              | 30 d'agost de 2008     | La Sagra             | La Sagra               |
| 321044             | 2008 QB29              | 30 d'agost de 2008     | Socorro              | LINEAR                 |
| 321045             | 2008 QY32              | 31 d'agost de 2008     | Moletai              | Moletai                |
| 321046 Klushantsev | 2008 QL33              | 29 d'agost de 2008     | Zelenchukskaya S     | Zelenchukskaya Stn     |
| 321047             | 2008 QR33              | 26 d'agost de 2008     | La Sagra             | La Sagra               |
| 321048             | 2008 RS16              | 4 de setembre de 2008  | Kitt Peak            | Spacewatch             |
| 321049             | 2008 RN23              | 4 de setembre de 2008  | Socorro              | LINEAR                 |
| 321050             | 2008 RY27              | 1 de setembre de 2008  | La Sagra             | La Sagra               |
| 321051             | 2008 RM63              | 4 de setembre de 2008  | Kitt Peak            | Spacewatch             |
| 321052             | 2008 RK64              | 4 de setembre de 2008  | Kitt Peak            | Spacewatch             |
| 321053             | 2008 RO73              | 28 d'octubre de 2005   | Mount Lemmon         | Mt. Lemmon Survey      |
| 321054             | 2008 RP96              | 7 de setembre de 2008  | Mount Lemmon         | Mt. Lemmon Survey      |
| 321055             | 2008 RH111             | 4 de setembre de 2008  | Kitt Peak            | Spacewatch             |
| 321056             | 2008 RX116             | 7 de setembre de 2008  | Mount Lemmon         | Mt. Lemmon Survey      |
| 321057             | 2008 RL121             | 2 de setembre de 2008  | Kitt Peak            | Spacewatch             |
| 321058             | 2008 RC133             | 6 de setembre de 2008  | Catalina             | CSS                    |
| 321059             | 2008 RE134             | 6 de setembre de 2008  | Catalina             | CSS                    |
| 321060             | 2008 RH138             | 6 de setembre de 2008  | Mount Lemmon         | Mt. Lemmon Survey      |
| 321061             | 2008 RS139             | 7 de setembre de 2008  | Catalina             | CSS                    |
| 321062             | 2008 SH19              | 19 de setembre de 2008 | Kitt Peak            | Spacewatch             |
| 321063             | 2008 SK25              | 12 de setembre de 1998 | Kitt Peak            | Spacewatch             |
| 321064             | 2008 SW40              | 20 de setembre de 2008 | Catalina             | CSS                    |
| 321065             | 2008 SS49              | 24 d'agost de 2008     | Kitt Peak            | Spacewatch             |
| 321066             | 2008 SF56              | 20 de setembre de 2008 | Kitt Peak            | Spacewatch             |
| 321067             | 2008 SJ56              | 20 de setembre de 2008 | Mount Lemmon         | Mt. Lemmon Survey      |
| 321068             | 2008 SZ56              | 20 de setembre de 2008 | Kitt Peak            | Spacewatch             |
| 321069             | 2008 SB57              | 20 de setembre de 2008 | Kitt Peak            | Spacewatch             |
| 321070             | 2008 SM58              | 20 de setembre de 2008 | Kitt Peak            | Spacewatch             |
| 321071             | 2008 SN61              | 21 de setembre de 2008 | Kitt Peak            | Spacewatch             |
| 321072             | 2008 SX63              | 21 de setembre de 2008 | Kitt Peak            | Spacewatch             |
| 321073             | 2008 SR65              | 21 de setembre de 2008 | Mount Lemmon         | Mt. Lemmon Survey      |
| 321074             | 2008 SP67              | 21 de setembre de 2008 | Kitt Peak            | Spacewatch             |
| 321075             | 2008 SJ72              | 22 de setembre de 2008 | Kitt Peak            | Spacewatch             |
| 321076             | 2008 SB75              | 23 de setembre de 2008 | Mount Lemmon         | Mt. Lemmon Survey      |
| 321077             | 2008 SJ84              | 27 de setembre de 2008 | Sierra Stars         | F. Tozzi               |
| 321078             | 2008 SY91              | 21 de setembre de 2008 | Kitt Peak            | Spacewatch             |
| 321079             | 2008 SW97              | 21 de setembre de 2008 | Kitt Peak            | Spacewatch             |
| 321080             | 2008 SZ100             | 21 de setembre de 2008 | Kitt Peak            | Spacewatch             |
| 321081             | 2008 SN105             | 21 de setembre de 2008 | Kitt Peak            | Spacewatch             |
| 321082             | 2008 SM121             | 22 de setembre de 2008 | Mount Lemmon         | Mt. Lemmon Survey      |
| 321083             | 2008 SB133             | 22 de setembre de 2008 | Kitt Peak            | Spacewatch             |
| 321084             | 2008 SE147             | 24 de setembre de 2008 | Goodricke-Pigott     | R. A. Tucker           |
| 321085             | 2008 SV149             | 29 de setembre de 2008 | Dauban               | F. Kugel               |
| 321086             | 2008 SX165             | 28 de setembre de 2008 | Socorro              | LINEAR                 |
| 321087             | 2008 SL174             | 22 de setembre de 2008 | Catalina             | CSS                    |
| 321088             | 2008 SX195             | 25 de setembre de 2008 | Kitt Peak            | Spacewatch             |
| 321089             | 2008 SF198             | 25 de setembre de 2008 | Kitt Peak            | Spacewatch             |
| 321090             | 2008 SW208             | 27 de setembre de 2008 | Mount Lemmon         | Mt. Lemmon Survey      |
| 321091             | 2008 SX224             | 26 de setembre de 2008 | Kitt Peak            | Spacewatch             |
| 321092             | 2008 SB256             | 20 de setembre de 2008 | Kitt Peak            | Spacewatch             |
| 321093             | 2008 SH261             | 23 de setembre de 2008 | Kitt Peak            | Spacewatch             |
| 321094             | 2008 SK266             | 25 de setembre de 2008 | Kitt Peak            | Spacewatch             |
| 321095             | 2008 SA277             | 3 de setembre de 2008  | Kitt Peak            | Spacewatch             |
| 321096             | 2008 ST279             | 24 de setembre de 2008 | Kitt Peak            | Spacewatch             |
| 321097             | 2008 SP284             | 24 de setembre de 2008 | Kitt Peak            | Spacewatch             |
| 321098             | 2008 SZ303             | 24 de setembre de 2008 | Catalina             | CSS                    |
| 321099             | 2008 SP305             | 27 de setembre de 2008 | Mount Lemmon         | Mt. Lemmon Survey      |
| 321100             | 2008 TV46              | 1 d'octubre de 2008    | Kitt Peak            | Spacewatch             |

## 321101-321200
| Nom    | Designació provisional | Data de descobriment   | Lloc de descobriment | Descobridor/s       |
| ------ | ---------------------- | ---------------------- | -------------------- | ------------------- |
| 321101 | 2008 TB49              | 2 d'octubre de 2008    | Kitt Peak            | Spacewatch          |
| 321102 | 2008 TA53              | 2 d'octubre de 2008    | Kitt Peak            | Spacewatch          |
| 321103 | 2008 TL57              | 2 d'octubre de 2008    | Kitt Peak            | Spacewatch          |
| 321104 | 2008 TT59              | 2 d'octubre de 2008    | Kitt Peak            | Spacewatch          |
| 321105 | 2008 TP63              | 2 d'octubre de 2008    | Kitt Peak            | Spacewatch          |
| 321106 | 2008 TD66              | 2 d'octubre de 2008    | Kitt Peak            | Spacewatch          |
| 321107 | 2008 TL72              | 26 de novembre de 2003 | Kitt Peak            | Spacewatch          |
| 321108 | 2008 TZ74              | 2 d'octubre de 2008    | Kitt Peak            | Spacewatch          |
| 321109 | 2008 TN87              | 3 d'octubre de 2008    | Kitt Peak            | Spacewatch          |
| 321110 | 2008 TF94              | 5 d'octubre de 2008    | La Sagra             | La Sagra            |
| 321111 | 2008 TK108             | 6 d'octubre de 2008    | Mount Lemmon         | Mt. Lemmon Survey   |
| 321112 | 2008 TV124             | 8 d'octubre de 2008    | Mount Lemmon         | Mt. Lemmon Survey   |
| 321113 | 2008 TQ131             | 8 d'octubre de 2008    | Mount Lemmon         | Mt. Lemmon Survey   |
| 321114 | 2008 TG133             | 8 d'octubre de 2008    | Mount Lemmon         | Mt. Lemmon Survey   |
| 321115 | 2008 TB142             | 9 d'octubre de 2008    | Mount Lemmon         | Mt. Lemmon Survey   |
| 321116 | 2008 TS157             | 4 d'octubre de 2008    | Catalina             | CSS                 |
| 321117 | 2008 TA165             | 2 d'octubre de 2008    | Kitt Peak            | Spacewatch          |
| 321118 | 2008 TW173             | 1 d'octubre de 2008    | Mount Lemmon         | Mt. Lemmon Survey   |
| 321119 | 2008 TQ176             | 9 d'octubre de 2008    | Catalina             | CSS                 |
| 321120 | 2008 UL11              | 1 d'abril de 2003      | Kitt Peak            | M. W. Buie          |
| 321121 | 2008 UY11              | 17 d'octubre de 2008   | Kitt Peak            | Spacewatch          |
| 321122 | 2008 UB14              | 17 d'octubre de 2008   | Kitt Peak            | Spacewatch          |
| 321123 | 2008 UU50              | 20 d'octubre de 2008   | Mount Lemmon         | Mt. Lemmon Survey   |
| 321124 | 2008 UA52              | 20 d'octubre de 2008   | Mount Lemmon         | Mt. Lemmon Survey   |
| 321125 | 2008 UE57              | 21 d'octubre de 2008   | Kitt Peak            | Spacewatch          |
| 321126 | 2008 UT60              | 21 d'octubre de 2008   | Kitt Peak            | Spacewatch          |
| 321127 | 2008 UJ78              | 21 d'octubre de 2008   | Lulin                | LUSS                |
| 321128 | 2008 UN79              | 22 d'octubre de 2008   | Kitt Peak            | Spacewatch          |
| 321129 | 2008 UC82              | 22 d'octubre de 2008   | Kitt Peak            | Spacewatch          |
| 321130 | 2008 UT86              | 23 d'octubre de 2008   | Mount Lemmon         | Mt. Lemmon Survey   |
| 321131 | 2008 UO87              | 23 d'octubre de 2008   | Lulin                | LUSS                |
| 321132 | 2008 UL125             | 22 d'octubre de 2008   | Kitt Peak            | Spacewatch          |
| 321133 | 2008 UP138             | 23 d'octubre de 2008   | Kitt Peak            | Spacewatch          |
| 321134 | 2008 UZ138             | 23 d'octubre de 2008   | Kitt Peak            | Spacewatch          |
| 321135 | 2008 UV141             | 23 d'octubre de 2008   | Kitt Peak            | Spacewatch          |
| 321136 | 2008 UW147             | 19 de novembre de 2003 | Kitt Peak            | Spacewatch          |
| 321137 | 2008 UY147             | 23 d'octubre de 2008   | Kitt Peak            | Spacewatch          |
| 321138 | 2008 UY152             | 23 d'octubre de 2008   | Mount Lemmon         | Mt. Lemmon Survey   |
| 321139 | 2008 UQ157             | 23 d'octubre de 2008   | Mount Lemmon         | Mt. Lemmon Survey   |
| 321140 | 2008 UT163             | 24 d'octubre de 2008   | Kitt Peak            | Spacewatch          |
| 321141 | 2008 UD176             | 24 d'octubre de 2008   | Mount Lemmon         | Mt. Lemmon Survey   |
| 321142 | 2008 UV186             | 24 d'octubre de 2008   | Kitt Peak            | Spacewatch          |
| 321143 | 2008 UN197             | 27 d'octubre de 2008   | Mount Lemmon         | Mt. Lemmon Survey   |
| 321144 | 2008 UE223             | 25 d'octubre de 2008   | Kitt Peak            | Spacewatch          |
| 321145 | 2008 UB226             | 25 d'octubre de 2008   | Catalina             | CSS                 |
| 321146 | 2008 UZ255             | 27 d'octubre de 2008   | Kitt Peak            | Spacewatch          |
| 321147 | 2008 UW259             | 27 d'octubre de 2008   | Kitt Peak            | Spacewatch          |
| 321148 | 2008 UZ286             | 28 d'octubre de 2008   | Mount Lemmon         | Mt. Lemmon Survey   |
| 321149 | 2008 UL294             | 29 d'octubre de 2008   | Kitt Peak            | Spacewatch          |
| 321150 | 2008 UW301             | 29 de setembre de 2008 | Mount Lemmon         | Mt. Lemmon Survey   |
| 321151 | 2008 UD303             | 29 d'octubre de 2008   | Kitt Peak            | Spacewatch          |
| 321152 | 2008 UX307             | 30 d'octubre de 2008   | Catalina             | CSS                 |
| 321153 | 2008 UJ314             | 30 d'octubre de 2008   | Kitt Peak            | Spacewatch          |
| 321154 | 2008 UO315             | 30 d'octubre de 2008   | Mount Lemmon         | Mt. Lemmon Survey   |
| 321155 | 2008 US330             | 31 d'octubre de 2008   | Kitt Peak            | Spacewatch          |
| 321156 | 2008 UX331             | 31 d'octubre de 2008   | Mount Lemmon         | Mt. Lemmon Survey   |
| 321157 | 2008 UA341             | 25 d'octubre de 2008   | Kitt Peak            | Spacewatch          |
| 321158 | 2008 UJ345             | 31 d'octubre de 2008   | Kitt Peak            | Spacewatch          |
| 321159 | 2008 UK346             | 25 d'octubre de 2008   | Catalina             | CSS                 |
| 321160 | 2008 UO353             | 31 d'octubre de 2008   | Kitt Peak            | Spacewatch          |
| 321161 | 2008 UV353             | 20 d'octubre de 2008   | Kitt Peak            | Spacewatch          |
| 321162 | 2008 UE354             | 23 d'octubre de 2008   | Mount Lemmon         | Mt. Lemmon Survey   |
| 321163 | 2008 VH4               | 4 de novembre de 2008  | Bisei SG Center      | BATTeRS             |
| 321164 | 2008 VU19              | 1 de novembre de 2008  | Mount Lemmon         | Mt. Lemmon Survey   |
| 321165 | 2008 VW19              | 1 de novembre de 2008  | Mount Lemmon         | Mt. Lemmon Survey   |
| 321166 | 2008 VG29              | 2 de novembre de 2008  | Kitt Peak            | Spacewatch          |
| 321167 | 2008 VQ37              | 2 de novembre de 2008  | Mount Lemmon         | Mt. Lemmon Survey   |
| 321168 | 2008 VQ41              | 3 de novembre de 2008  | Catalina             | CSS                 |
| 321169 | 2008 VC47              | 3 de novembre de 2008  | Kitt Peak            | Spacewatch          |
| 321170 | 2008 VL68              | 8 de novembre de 2008  | Mount Lemmon         | Mt. Lemmon Survey   |
| 321171 | 2008 VN72              | 7 de novembre de 2008  | Mount Lemmon         | Mt. Lemmon Survey   |
| 321172 | 2008 VD74              | 7 de novembre de 2008  | Mount Lemmon         | Mt. Lemmon Survey   |
| 321173 | 2008 VU75              | 6 de novembre de 2008  | Catalina             | CSS                 |
| 321174 | 2008 WT7               | 17 de novembre de 2008 | Kitt Peak            | Spacewatch          |
| 321175 | 2008 WF8               | 17 de novembre de 2008 | Kitt Peak            | Spacewatch          |
| 321176 | 2008 WB17              | 17 de novembre de 2008 | Kitt Peak            | Spacewatch          |
| 321177 | 2008 WY29              | 19 de novembre de 2008 | Mount Lemmon         | Mt. Lemmon Survey   |
| 321178 | 2008 WR34              | 17 de novembre de 2008 | Kitt Peak            | Spacewatch          |
| 321179 | 2008 WE45              | 17 de novembre de 2008 | Kitt Peak            | Spacewatch          |
| 321180 | 2008 WD49              | 18 d'octubre de 2003   | Kitt Peak            | Spacewatch          |
| 321181 | 2008 WW68              | 18 de novembre de 2008 | Kitt Peak            | Spacewatch          |
| 321182 | 2008 WX70              | 18 de novembre de 2008 | Kitt Peak            | Spacewatch          |
| 321183 | 2008 WL112             | 30 de novembre de 2008 | Kitt Peak            | Spacewatch          |
| 321184 | 2008 WM114             | 30 de novembre de 2008 | Mount Lemmon         | Mt. Lemmon Survey   |
| 321185 | 2008 WC130             | 19 de novembre de 2008 | Kitt Peak            | Spacewatch          |
| 321186 | 2008 WL133             | 16 d'octubre de 2002   | Palomar              | NEAT                |
| 321187 | 2008 WM137             | 22 de novembre de 2008 | Socorro              | LINEAR              |
| 321188 | 2008 WE138             | 30 de novembre de 2008 | Socorro              | LINEAR              |
| 321189 | 2008 WE139             | 30 de novembre de 2008 | Socorro              | LINEAR              |
| 321190 | 2008 XF16              | 1 de desembre de 2008  | Kitt Peak            | Spacewatch          |
| 321191 | 2008 XG18              | 1 de desembre de 2008  | Kitt Peak            | Spacewatch          |
| 321192 | 2008 XY48              | 4 de desembre de 2008  | Mount Lemmon         | Mt. Lemmon Survey   |
| 321193 | 2008 XC52              | 4 de desembre de 2008  | Mount Lemmon         | Mt. Lemmon Survey   |
| 321194 | 2008 XH52              | 5 de desembre de 2008  | Kitt Peak            | Spacewatch          |
| 321195 | 2008 YJ5               | 21 de desembre de 2008 | Piszkesteto          | K. Sarneczky        |
| 321196 | 2008 YD8               | 23 de desembre de 2008 | La Sagra             | La Sagra            |
| 321197 | 2008 YK8               | 23 de desembre de 2008 | Weihai               | Shandong University |
| 321198 | 2008 YD11              | 20 de desembre de 2008 | Mount Lemmon         | Mt. Lemmon Survey   |
| 321199 | 2008 YT18              | 21 de desembre de 2008 | Kitt Peak            | Spacewatch          |
| 321200 | 2008 YR19              | 21 de desembre de 2008 | Mount Lemmon         | Mt. Lemmon Survey   |

## 321201-321300
| Nom    | Designació provisional | Data de descobriment   | Lloc de descobriment | Descobridor/s          |
| ------ | ---------------------- | ---------------------- | -------------------- | ---------------------- |
| 321201 | 2008 YK20              | 21 de desembre de 2008 | Mount Lemmon         | Mt. Lemmon Survey      |
| 321202 | 2008 YH23              | 20 de desembre de 2008 | La Sagra             | La Sagra               |
| 321203 | 2008 YA25              | 28 de desembre de 2008 | Mayhill              | A. Lowe                |
| 321204 | 2008 YS35              | 22 de desembre de 2008 | Kitt Peak            | Spacewatch             |
| 321205 | 2008 YE37              | 22 de desembre de 2008 | Kitt Peak            | Spacewatch             |
| 321206 | 2008 YK40              | 29 de desembre de 2008 | Kitt Peak            | Spacewatch             |
| 321207 | 2008 YZ40              | 30 de desembre de 2008 | Mount Lemmon         | Mt. Lemmon Survey      |
| 321208 | 2008 YG41              | 30 de desembre de 2008 | Kitt Peak            | Spacewatch             |
| 321209 | 2008 YS48              | 29 de desembre de 2008 | Mount Lemmon         | Mt. Lemmon Survey      |
| 321210 | 2008 YK50              | 29 de desembre de 2008 | Mount Lemmon         | Mt. Lemmon Survey      |
| 321211 | 2008 YC56              | 30 de desembre de 2008 | Kitt Peak            | Spacewatch             |
| 321212 | 2008 YV57              | 30 de desembre de 2008 | Kitt Peak            | Spacewatch             |
| 321213 | 2008 YM88              | 29 de desembre de 2008 | Kitt Peak            | Spacewatch             |
| 321214 | 2008 YA95              | 29 de desembre de 2008 | Kitt Peak            | Spacewatch             |
| 321215 | 2008 YD97              | 29 de desembre de 2008 | Mount Lemmon         | Mt. Lemmon Survey      |
| 321216 | 2008 YE109             | 29 de desembre de 2008 | Kitt Peak            | Spacewatch             |
| 321217 | 2008 YK114             | 29 de desembre de 2008 | Kitt Peak            | Spacewatch             |
| 321218 | 2008 YV123             | 30 de desembre de 2008 | Kitt Peak            | Spacewatch             |
| 321219 | 2008 YQ136             | 30 de desembre de 2008 | Kitt Peak            | Spacewatch             |
| 321220 | 2008 YW136             | 30 de desembre de 2008 | Kitt Peak            | Spacewatch             |
| 321221 | 2008 YM142             | 30 de desembre de 2008 | Kitt Peak            | Spacewatch             |
| 321222 | 2008 YF147             | 31 de desembre de 2008 | Kitt Peak            | Spacewatch             |
| 321223 | 2008 YF153             | 21 de desembre de 2008 | Kitt Peak            | Spacewatch             |
| 321224 | 2008 YW155             | 22 de desembre de 2008 | Kitt Peak            | Spacewatch             |
| 321225 | 2008 YN167             | 21 de desembre de 2008 | Mount Lemmon         | Mt. Lemmon Survey      |
| 321226 | 2009 AT9               | 2 de gener de 2009     | Mount Lemmon         | Mt. Lemmon Survey      |
| 321227 | 2009 AY16              | 1 de gener de 2009     | Mount Lemmon         | Mt. Lemmon Survey      |
| 321228 | 2009 AW25              | 2 de gener de 2009     | Kitt Peak            | Spacewatch             |
| 321229 | 2009 AE41              | 15 de gener de 2009    | Kitt Peak            | Spacewatch             |
| 321230 | 2009 AM47              | 2 de gener de 2009     | Mount Lemmon         | Mt. Lemmon Survey      |
| 321231 | 2009 BL6               | 18 de gener de 2009    | Socorro              | LINEAR                 |
| 321232 | 2009 BJ11              | 19 de gener de 2009    | Socorro              | LINEAR                 |
| 321233 | 2009 BR24              | 17 de gener de 2009    | Catalina             | CSS                    |
| 321234 | 2009 BE31              | 16 de gener de 2009    | Kitt Peak            | Spacewatch             |
| 321235 | 2009 BL44              | 16 de gener de 2009    | Kitt Peak            | Spacewatch             |
| 321236 | 2009 BL45              | 16 de gener de 2009    | Kitt Peak            | Spacewatch             |
| 321237 | 2009 BP63              | 20 de gener de 2009    | Mount Lemmon         | Mt. Lemmon Survey      |
| 321238 | 2009 BY81              | 31 de gener de 2009    | Socorro              | LINEAR                 |
| 321239 | 2009 BL86              | 25 de gener de 2009    | Kitt Peak            | Spacewatch             |
| 321240 | 2009 BK87              | 25 de gener de 2009    | Kitt Peak            | Spacewatch             |
| 321241 | 2009 BX91              | 25 de gener de 2009    | Kitt Peak            | Spacewatch             |
| 321242 | 2009 BR93              | 25 de gener de 2009    | Kitt Peak            | Spacewatch             |
| 321243 | 2009 BO103             | 25 de gener de 2009    | Kitt Peak            | Spacewatch             |
| 321244 | 2009 BQ106             | 27 de gener de 2009    | Purple Mountain      | PMO NEO Survey Program |
| 321245 | 2009 BV107             | 29 de gener de 2009    | Mount Lemmon         | Mt. Lemmon Survey      |
| 321246 | 2009 BT113             | 26 de gener de 2009    | Mount Lemmon         | Mt. Lemmon Survey      |
| 321247 | 2009 BF139             | 29 de gener de 2009    | Kitt Peak            | Spacewatch             |
| 321248 | 2009 BU149             | 31 de gener de 2009    | Kitt Peak            | Spacewatch             |
| 321249 | 2009 BC150             | 31 de gener de 2009    | Kitt Peak            | Spacewatch             |
| 321250 | 2009 BE167             | 31 de gener de 2009    | Mount Lemmon         | Mt. Lemmon Survey      |
| 321251 | 2009 BP177             | 30 de gener de 2009    | Mount Lemmon         | Mt. Lemmon Survey      |
| 321252 | 2009 CV7               | 1 de febrer de 2009    | Mount Lemmon         | Mt. Lemmon Survey      |
| 321253 | 2009 CV57              | 2 de febrer de 2009    | Mount Lemmon         | Mt. Lemmon Survey      |
| 321254 | 2009 CE64              | 2 de febrer de 2009    | Kitt Peak            | Spacewatch             |
| 321255 | 2009 DL12              | 15 d'octubre de 2001   | Palomar              | NEAT                   |
| 321256 | 2009 DB13              | 16 de febrer de 2009   | Kitt Peak            | Spacewatch             |
| 321257 | 2009 DV13              | 16 de febrer de 2009   | Kitt Peak            | Spacewatch             |
| 321258 | 2009 DD14              | 16 de febrer de 2009   | Kitt Peak            | Spacewatch             |
| 321259 | 2009 DK15              | 16 de febrer de 2009   | La Sagra             | La Sagra               |
| 321260 | 2009 DS35              | 20 de febrer de 2009   | Kitt Peak            | Spacewatch             |
| 321261 | 2009 DL42              | 18 de febrer de 2009   | La Sagra             | La Sagra               |
| 321262 | 2009 DU44              | 27 de febrer de 2009   | Dauban               | F. Kugel               |
| 321263 | 2009 DD54              | 22 de febrer de 2009   | Kitt Peak            | Spacewatch             |
| 321264 | 2009 DX83              | 26 de febrer de 2009   | Kitt Peak            | Spacewatch             |
| 321265 | 2009 DA85              | 26 de febrer de 2009   | Kitt Peak            | Spacewatch             |
| 321266 | 2009 DK87              | 27 de febrer de 2009   | Catalina             | CSS                    |
| 321267 | 2009 DL106             | 27 de febrer de 2009   | Catalina             | CSS                    |
| 321268 | 2009 DL122             | 27 de febrer de 2009   | Kitt Peak            | Spacewatch             |
| 321269 | 2009 DY132             | 26 de febrer de 2009   | Kitt Peak            | Spacewatch             |
| 321270 | 2009 DA133             | 27 de febrer de 2009   | Kitt Peak            | Spacewatch             |
| 321271 | 2009 DK135             | 20 de febrer de 2009   | Catalina             | CSS                    |
| 321272 | 2009 DQ135             | 26 de febrer de 2009   | Cerro Burek          | Cerro Burek            |
| 321273 | 2009 DU138             | 20 de febrer de 2009   | Kitt Peak            | Spacewatch             |
| 321274 | 2009 DW142             | 19 de febrer de 2009   | Kitt Peak            | Spacewatch             |
| 321275 | 2009 EX1               | 1 de març de 2009      | Kitt Peak            | Spacewatch             |
| 321276 | 2009 EV4               | 13 de març de 2009     | La Canada            | J. Lacruz              |
| 321277 | 2009 EQ9               | 1 de març de 2009      | Kitt Peak            | Spacewatch             |
| 321278 | 2009 EW15              | 15 de març de 2009     | Kitt Peak            | Spacewatch             |
| 321279 | 2009 EX17              | 15 de març de 2009     | Kitt Peak            | Spacewatch             |
| 321280 | 2009 EB21              | 15 de març de 2009     | La Sagra             | La Sagra               |
| 321281 | 2009 EN21              | 15 de març de 2009     | Kitt Peak            | Spacewatch             |
| 321282 | 2009 EU22              | 3 de març de 2009      | Kitt Peak            | Spacewatch             |
| 321283 | 2009 EX25              | 18 de setembre de 2007 | Mount Lemmon         | Mt. Lemmon Survey      |
| 321284 | 2009 FL5               | 19 de febrer de 2009   | Kitt Peak            | Spacewatch             |
| 321285 | 2009 FL9               | 16 de març de 2009     | Mount Lemmon         | Mt. Lemmon Survey      |
| 321286 | 2009 FL14              | 19 de març de 2009     | Heppenheim           | Starkenburg            |
| 321287 | 2009 FK17              | 16 de març de 2009     | La Sagra             | La Sagra               |
| 321288 | 2009 FE21              | 21 de març de 2009     | Catalina             | CSS                    |
| 321289 | 2009 FW21              | 18 de març de 2009     | Kitt Peak            | Spacewatch             |
| 321290 | 2009 FE22              | 18 de març de 2009     | Mount Lemmon         | Mt. Lemmon Survey      |
| 321291 | 2009 FX22              | 19 de març de 2009     | Kitt Peak            | Spacewatch             |
| 321292 | 2009 FX37              | 24 de març de 2009     | Mount Lemmon         | Mt. Lemmon Survey      |
| 321293 | 2009 FZ39              | 8 de novembre de 2007  | Mount Lemmon         | Mt. Lemmon Survey      |
| 321294 | 2009 FX41              | 26 de març de 2009     | Mount Lemmon         | Mt. Lemmon Survey      |
| 321295 | 2009 FH45              | 19 de març de 2009     | Catalina             | CSS                    |
| 321296 | 2009 FD54              | 29 de març de 2009     | Mount Lemmon         | Mt. Lemmon Survey      |
| 321297 | 2009 FL54              | 29 de març de 2009     | Mount Lemmon         | Mt. Lemmon Survey      |
| 321298 | 2009 FC55              | 31 de març de 2009     | Kitt Peak            | Spacewatch             |
| 321299 | 2009 FU60              | 21 de març de 2009     | Kitt Peak            | Spacewatch             |
| 321300 | 2009 FO61              | 28 de març de 2009     | Kitt Peak            | Spacewatch             |

## 321301-321400
| Nom             | Designació provisional | Data de descobriment   | Lloc de descobriment | Descobridor/s          |
| --------------- | ---------------------- | ---------------------- | -------------------- | ---------------------- |
| 321301          | 2009 FR65              | 18 de març de 2009     | Kitt Peak            | Spacewatch             |
| 321302          | 2009 FQ67              | 28 de març de 2009     | Kitt Peak            | Spacewatch             |
| 321303          | 2009 FT67              | 21 de març de 2009     | Kitt Peak            | Spacewatch             |
| 321304          | 2009 GQ                | 10 de març de 2005     | Kitt Peak            | Spacewatch             |
| 321305          | 2009 GA6               | 1 d'abril de 2009      | Kitt Peak            | Spacewatch             |
| 321306          | 2009 HU4               | 17 d'abril de 2009     | Kitt Peak            | Spacewatch             |
| 321307          | 2009 HZ7               | 17 d'abril de 2009     | Kitt Peak            | Spacewatch             |
| 321308          | 2009 HZ16              | 18 d'abril de 2009     | Kitt Peak            | Spacewatch             |
| 321309          | 2009 HO20              | 18 d'abril de 2009     | Mount Lemmon         | Mt. Lemmon Survey      |
| 321310          | 2009 HD29              | 19 d'abril de 2009     | Kitt Peak            | Spacewatch             |
| 321311          | 2009 HX35              | 19 d'abril de 2009     | Heppenheim           | Starkenburg            |
| 321312          | 2009 HS37              | 22 de desembre de 2003 | Kitt Peak            | Spacewatch             |
| 321313          | 2009 HQ38              | 18 d'abril de 2009     | Kitt Peak            | Spacewatch             |
| 321314          | 2009 HO39              | 18 d'abril de 2009     | Mount Lemmon         | Mt. Lemmon Survey      |
| 321315          | 2009 HN45              | 21 d'abril de 2009     | La Sagra             | La Sagra               |
| 321316          | 2009 HF51              | 21 d'abril de 2009     | Kitt Peak            | Spacewatch             |
| 321317          | 2009 HJ52              | 17 d'abril de 2009     | Catalina             | CSS                    |
| 321318          | 2009 HM53              | 20 d'abril de 2009     | Kitt Peak            | Spacewatch             |
| 321319          | 2009 HZ56              | 22 d'abril de 2009     | Kitt Peak            | Spacewatch             |
| 321320          | 2009 HX58              | 17 d'abril de 2009     | Catalina             | CSS                    |
| 321321          | 2009 HJ59              | 17 d'abril de 2009     | Kitt Peak            | Spacewatch             |
| 321322          | 2009 HD61              | 20 d'abril de 2009     | Mount Lemmon         | Mt. Lemmon Survey      |
| 321323          | 2009 HX65              | 23 d'abril de 2009     | Kitt Peak            | Spacewatch             |
| 321324 Vytautas | 2009 HJ68              | 25 d'abril de 2009     | Baldone              | K. Cernis, I. Eglitis  |
| 321325          | 2009 HW75              | 21 de setembre de 2003 | Kitt Peak            | Spacewatch             |
| 321326          | 2009 HJ77              | 29 d'abril de 2009     | Mayhill              | A. Lowe                |
| 321327          | 2009 HS77              | 23 d'abril de 2009     | La Sagra             | La Sagra               |
| 321328          | 2009 HX77              | 15 d'octubre de 2001   | Palomar              | NEAT                   |
| 321329          | 2009 HB79              | 29 d'agost de 2006     | Kitt Peak            | Spacewatch             |
| 321330          | 2009 HE79              | 26 d'abril de 2009     | Kitt Peak            | Spacewatch             |
| 321331          | 2009 HC80              | 28 d'abril de 2009     | Catalina             | CSS                    |
| 321332          | 2009 HF90              | 19 d'abril de 2009     | Mount Lemmon         | Mt. Lemmon Survey      |
| 321333          | 2009 HO95              | 31 de gener de 2004    | Kitt Peak            | Spacewatch             |
| 321334          | 2009 HE98              | 20 d'abril de 2009     | Mount Lemmon         | Mt. Lemmon Survey      |
| 321335          | 2009 HG101             | 4 de març de 2005      | Mount Lemmon         | Mt. Lemmon Survey      |
| 321336          | 2009 HY103             | 20 d'abril de 2009     | Kitt Peak            | Spacewatch             |
| 321337          | 2009 HF106             | 22 d'abril de 2009     | Socorro              | LINEAR                 |
| 321338          | 2009 JF11              | 14 de maig de 2009     | Siding Spring        | Siding Spring Survey   |
| 321339          | 2009 JT12              | 15 de maig de 2009     | Kitt Peak            | Spacewatch             |
| 321340          | 2009 JK13              | 1 de maig de 2009      | Cerro Burek          | Cerro Burek            |
| 321341          | 2009 JF14              | 1 de maig de 2009      | Cerro Burek          | Cerro Burek            |
| 321342          | 2009 JO14              | 1 de maig de 2009      | Cerro Burek          | Cerro Burek            |
| 321343          | 2009 JF16              | 4 de maig de 2009      | Mount Lemmon         | Mt. Lemmon Survey      |
| 321344          | 2009 JC18              | 15 de maig de 2009     | Kitt Peak            | Spacewatch             |
| 321345          | 2009 KT1               | 18 d'abril de 2009     | Kitt Peak            | Spacewatch             |
| 321346          | 2009 KK4               | 24 de maig de 2009     | Mayhill              | A. Lowe                |
| 321347          | 2009 KJ12              | 25 de maig de 2009     | Kitt Peak            | Spacewatch             |
| 321348          | 2009 KC13              | 25 de maig de 2009     | Kitt Peak            | Spacewatch             |
| 321349          | 2009 KX14              | 26 de maig de 2009     | Catalina             | CSS                    |
| 321350          | 2009 KC20              | 31 de març de 2003     | Kitt Peak            | Spacewatch             |
| 321351          | 2009 KE29              | 28 de maig de 2009     | Mount Lemmon         | Mt. Lemmon Survey      |
| 321352          | 2009 KV35              | 16 de maig de 2009     | Kitt Peak            | Spacewatch             |
| 321353          | 2009 LR4               | 12 de juny de 2009     | Kitt Peak            | Spacewatch             |
| 321354          | 2009 LU4               | 13 de juny de 2009     | Kitt Peak            | Spacewatch             |
| 321355          | 2009 LJ6               | 15 de juny de 2009     | Mount Lemmon         | Mt. Lemmon Survey      |
| 321356          | 2009 MF                | 15 de juny de 2009     | XuYi                 | PMO NEO Survey Program |
| 321357          | 2009 MM                | 3 de setembre de 1994  | La Silla             | E. W. Elst             |
| 321358          | 2009 MK2               | 23 d'octubre de 2006   | Kitt Peak            | Spacewatch             |
| 321359          | 2009 MG5               | 21 de juny de 2009     | Kitt Peak            | Spacewatch             |
| 321360          | 2009 MM7               | 16 d'octubre de 2006   | Catalina             | CSS                    |
| 321361          | 2009 MX7               | 12 de juny de 2009     | Catalina             | CSS                    |
| 321362          | 2009 MA8               | 26 de juny de 2009     | La Sagra             | La Sagra               |
| 321363          | 2009 MK8               | 24 de juny de 2009     | Eskridge             | G. Hug                 |
| 321364          | 2009 NP                | 13 de juliol de 2009   | La Sagra             | La Sagra               |
| 321365          | 2009 OD1               | 16 de juliol de 2009   | La Sagra             | La Sagra               |
| 321366          | 2009 OE2               | 16 de juliol de 2009   | La Sagra             | La Sagra               |
| 321367          | 2009 OF2               | 16 de juliol de 2009   | La Sagra             | La Sagra               |
| 321368          | 2009 OM2               | 19 de juliol de 2009   | La Sagra             | La Sagra               |
| 321369          | 2009 OT4               | 15 de setembre de 2004 | Siding Spring        | Siding Spring Survey   |
| 321370          | 2009 OA6               | 18 de juliol de 2009   | La Sagra             | La Sagra               |
| 321371          | 2009 OF6               | 19 de juliol de 2009   | La Sagra             | La Sagra               |
| 321372          | 2009 OB7               | 27 de juliol de 2009   | Calvin-Rehoboth      | Calvin College         |
| 321373          | 2009 OK8               | 29 de juliol de 2009   | Crni Vrh             | Crni Vrh               |
| 321374          | 2009 OT8               | 26 de juliol de 2009   | La Sagra             | La Sagra               |
| 321375          | 2009 OX8               | 27 de juliol de 2009   | La Sagra             | La Sagra               |
| 321376          | 2009 OZ9               | 26 de març de 2007     | Mount Lemmon         | Mt. Lemmon Survey      |
| 321377          | 2009 OQ15              | 27 de juliol de 2009   | Kitt Peak            | Spacewatch             |
| 321378          | 2009 OU16              | 28 de juliol de 2009   | Kitt Peak            | Spacewatch             |
| 321379          | 2009 OY18              | 25 d'agost de 2004     | Kitt Peak            | Spacewatch             |
| 321380          | 2009 OE19              | 28 de juliol de 2009   | Kitt Peak            | Spacewatch             |
| 321381          | 2009 OJ21              | 25 de juliol de 2009   | La Sagra             | La Sagra               |
| 321382          | 2009 OG24              | 27 de juliol de 2009   | Kitt Peak            | Spacewatch             |
| 321383          | 2009 PX1               | 15 d'agost de 2009     | Altschwendt          | W. Ries                |
| 321384          | 2009 PN2               | 13 d'agost de 2009     | La Sagra             | La Sagra               |
| 321385          | 2009 PQ2               | 2 d'agost de 2009      | Hibiscus             | N. Teamo               |
| 321386          | 2009 PX4               | 15 d'agost de 2009     | La Sagra             | La Sagra               |
| 321387          | 2009 PE5               | 14 de desembre de 2006 | Kitt Peak            | Spacewatch             |
| 321388          | 2009 PM7               | 15 d'agost de 2009     | Kitt Peak            | Spacewatch             |
| 321389          | 2009 PR7               | 15 d'agost de 2009     | Catalina             | CSS                    |
| 321390          | 2009 PJ9               | 15 d'agost de 2009     | Kitt Peak            | Spacewatch             |
| 321391          | 2009 PU12              | 15 d'agost de 2009     | Catalina             | CSS                    |
| 321392          | 2009 PA13              | 15 d'agost de 2009     | Kitt Peak            | Spacewatch             |
| 321393          | 2009 PD14              | 15 d'agost de 2009     | Kitt Peak            | Spacewatch             |
| 321394          | 2009 PQ15              | 15 d'agost de 2009     | Kitt Peak            | Spacewatch             |
| 321395          | 2009 PS15              | 15 d'agost de 2009     | Kitt Peak            | Spacewatch             |
| 321396          | 2009 PT15              | 15 d'agost de 2009     | Kitt Peak            | Spacewatch             |
| 321397          | 2009 PF16              | 15 d'agost de 2009     | Kitt Peak            | Spacewatch             |
| 321398          | 2009 PH16              | 15 d'agost de 2009     | Kitt Peak            | Spacewatch             |
| 321399          | 2009 PK17              | 15 d'agost de 2009     | La Sagra             | La Sagra               |
| 321400          | 2009 PM18              | 15 d'agost de 2009     | Kitt Peak            | Spacewatch             |

## 321401-321500
| Nom              | Designació provisional | Data de descobriment   | Lloc de descobriment | Descobridor/s            |
| ---------------- | ---------------------- | ---------------------- | -------------------- | ------------------------ |
| 321401           | 2009 PN18              | 15 d'agost de 2009     | Kitt Peak            | Spacewatch               |
| 321402           | 2009 PH20              | 15 d'agost de 2009     | Kitt Peak            | Spacewatch               |
| 321403           | 2009 QJ                | 16 d'agost de 2009     | Altschwendt          | W. Ries                  |
| 321404           | 2009 QP                | 16 d'agost de 2009     | Vicques              | M. Ory                   |
| 321405 Ingehorst | 2009 QZ                | 16 d'agost de 2009     | Taunus               | R. Kling, U. Zimmer      |
| 321406           | 2009 QA1               | 17 d'agost de 2009     | Kitt Peak            | Spacewatch               |
| 321407           | 2009 QB4               | 17 d'agost de 2009     | Kitt Peak            | Spacewatch               |
| 321408           | 2009 QJ4               | 17 d'agost de 2009     | Catalina             | CSS                      |
| 321409           | 2009 QF5               | 17 d'agost de 2009     | Hibiscus             | Hibiscus                 |
| 321410           | 2009 QD6               | 18 d'agost de 2009     | Vicques              | M. Ory                   |
| 321411           | 2009 QM6               | 17 d'agost de 2009     | Tiki                 | N. Teamo                 |
| 321412           | 2009 QU10              | 22 d'agost de 2009     | Dauban               | F. Kugel                 |
| 321413           | 2009 QC12              | 16 d'agost de 2009     | Kitt Peak            | Spacewatch               |
| 321414           | 2009 QE15              | 16 d'agost de 2009     | Kitt Peak            | Spacewatch               |
| 321415           | 2009 QP15              | 16 d'agost de 2009     | Kitt Peak            | Spacewatch               |
| 321416           | 2009 QR15              | 16 d'agost de 2009     | Kitt Peak            | Spacewatch               |
| 321417           | 2009 QL16              | 16 d'agost de 2009     | Kitt Peak            | Spacewatch               |
| 321418           | 2009 QQ16              | 16 d'agost de 2009     | Kitt Peak            | Spacewatch               |
| 321419           | 2009 QR18              | 17 d'agost de 2009     | Kitt Peak            | Spacewatch               |
| 321420           | 2009 QY19              | 19 d'agost de 2009     | La Sagra             | La Sagra                 |
| 321421           | 2009 QB21              | 19 d'agost de 2009     | La Sagra             | La Sagra                 |
| 321422           | 2009 QJ21              | 19 d'agost de 2009     | La Sagra             | La Sagra                 |
| 321423           | 2009 QH23              | 16 d'agost de 2009     | La Sagra             | La Sagra                 |
| 321424           | 2009 QQ25              | 17 d'agost de 2009     | La Sagra             | La Sagra                 |
| 321425           | 2009 QY25              | 18 d'agost de 2009     | La Sagra             | La Sagra                 |
| 321426           | 2009 QF28              | 20 d'agost de 2009     | La Sagra             | La Sagra                 |
| 321427           | 2009 QM32              | 26 d'agost de 2009     | Catalina             | CSS                      |
| 321428           | 2009 QK33              | 24 d'agost de 2009     | La Sagra             | La Sagra                 |
| 321429           | 2009 QL34              | 26 d'agost de 2009     | Plana                | F. Fratev                |
| 321430           | 2009 QN35              | 29 d'agost de 2009     | La Sagra             | La Sagra                 |
| 321431           | 2009 QQ35              | 29 d'agost de 2009     | La Sagra             | La Sagra                 |
| 321432           | 2009 QT39              | 20 d'agost de 2009     | Kitt Peak            | Spacewatch               |
| 321433           | 2009 QM42              | 26 d'agost de 2009     | La Sagra             | La Sagra                 |
| 321434           | 2009 QN42              | 26 d'agost de 2009     | La Sagra             | La Sagra                 |
| 321435           | 2009 QM44              | 1 d'abril de 2003      | Apache Point         | Sloan Digital Sky Survey |
| 321436           | 2009 QF45              | 27 d'agost de 2009     | La Sagra             | La Sagra                 |
| 321437           | 2009 QR45              | 28 d'agost de 2009     | Kitt Peak            | Spacewatch               |
| 321438           | 2009 QC48              | 28 d'agost de 2009     | La Sagra             | La Sagra                 |
| 321439           | 2009 QW50              | 29 d'agost de 2009     | Kitt Peak            | Spacewatch               |
| 321440           | 2009 QR52              | 20 d'agost de 2009     | Kitt Peak            | Spacewatch               |
| 321441           | 2009 QS52              | 20 d'agost de 2009     | Kitt Peak            | Spacewatch               |
| 321442           | 2009 QG56              | 28 d'agost de 2009     | Catalina             | CSS                      |
| 321443           | 2009 QO56              | 18 d'agost de 2009     | Kitt Peak            | Spacewatch               |
| 321444           | 2009 QZ57              | 16 d'agost de 2009     | Kitt Peak            | Spacewatch               |
| 321445           | 2009 QA58              | 16 d'agost de 2009     | Kitt Peak            | Spacewatch               |
| 321446           | 2009 QR58              | 16 d'agost de 2009     | Kitt Peak            | Spacewatch               |
| 321447           | 2009 QJ60              | 16 d'agost de 2009     | Kitt Peak            | Spacewatch               |
| 321448           | 2009 QS60              | 19 d'agost de 2009     | Kitt Peak            | Spacewatch               |
| 321449           | 2009 QW60              | 22 d'agost de 2009     | La Sagra             | La Sagra                 |
| 321450           | 2009 QN63              | 20 d'agost de 2009     | La Sagra             | La Sagra                 |
| 321451           | 2009 RZ1               | 20 de març de 2002     | Kitt Peak            | Spacewatch               |
| 321452           | 2009 RC2               | 10 de setembre de 2009 | Bisei SG Center      | BATTeRS                  |
| 321453           | 2009 RM2               | 10 de setembre de 2009 | ESA OGS              | ESA OGS                  |
| 321454           | 2009 RZ6               | 10 de setembre de 2009 | Catalina             | CSS                      |
| 321455           | 2009 RX11              | 12 de setembre de 2009 | Kitt Peak            | Spacewatch               |
| 321456           | 2009 RF12              | 12 de setembre de 2009 | Kitt Peak            | Spacewatch               |
| 321457           | 2009 RJ22              | 15 de setembre de 2009 | Kitt Peak            | Spacewatch               |
| 321458           | 2009 RL22              | 14 d'agost de 2009     | La Sagra             | La Sagra                 |
| 321459           | 2009 RG23              | 15 de setembre de 2009 | Kitt Peak            | Spacewatch               |
| 321460           | 2009 RR27              | 10 de setembre de 2009 | Catalina             | CSS                      |
| 321461           | 2009 RG28              | 11 de setembre de 2009 | Catalina             | CSS                      |
| 321462           | 2009 RY36              | 15 de setembre de 2009 | Kitt Peak            | Spacewatch               |
| 321463           | 2009 RT38              | 15 de setembre de 2009 | Kitt Peak            | Spacewatch               |
| 321464           | 2009 RO41              | 15 de setembre de 2009 | Kitt Peak            | Spacewatch               |
| 321465           | 2009 RB43              | 15 de setembre de 2009 | Kitt Peak            | Spacewatch               |
| 321466           | 2009 RM43              | 15 de setembre de 2009 | Kitt Peak            | Spacewatch               |
| 321467           | 2009 RP45              | 15 de setembre de 2009 | Kitt Peak            | Spacewatch               |
| 321468           | 2009 RH48              | 15 de setembre de 2009 | Kitt Peak            | Spacewatch               |
| 321469           | 2009 RO48              | 15 de setembre de 2009 | Kitt Peak            | Spacewatch               |
| 321470           | 2009 RB49              | 15 de setembre de 2009 | Kitt Peak            | Spacewatch               |
| 321471           | 2009 RZ49              | 15 de setembre de 2009 | Kitt Peak            | Spacewatch               |
| 321472           | 2009 RJ53              | 15 de setembre de 2009 | Kitt Peak            | Spacewatch               |
| 321473           | 2009 RB60              | 16 d'agost de 2009     | Catalina             | CSS                      |
| 321474           | 2009 RK61              | 11 de setembre de 2009 | La Sagra             | La Sagra                 |
| 321475           | 2009 RU62              | 10 de setembre de 2009 | Catalina             | CSS                      |
| 321476           | 2009 RJ65              | 15 de setembre de 2009 | Kitt Peak            | Spacewatch               |
| 321477           | 2009 RO65              | 15 de setembre de 2009 | Siding Spring        | Siding Spring Survey     |
| 321478           | 2009 RJ69              | 15 de setembre de 2009 | Mount Lemmon         | Mt. Lemmon Survey        |
| 321479           | 2009 RK69              | 15 de setembre de 2009 | Mount Lemmon         | Mt. Lemmon Survey        |
| 321480           | 2009 RZ69              | 10 de setembre de 2009 | ESA OGS              | ESA OGS                  |
| 321481           | 2009 RC71              | 15 de setembre de 2009 | Kitt Peak            | Spacewatch               |
| 321482           | 2009 RU71              | 15 de setembre de 2009 | Kitt Peak            | Spacewatch               |
| 321483           | 2009 SW4               | 16 de setembre de 2009 | Mount Lemmon         | Mt. Lemmon Survey        |
| 321484           | 2009 SZ13              | 17 de setembre de 2009 | Zelenchukskaya S     | T. V. Kryachko           |
| 321485           | 2009 SK19              | 18 de setembre de 2009 | Saint-Sulpice        | B. Christophe            |
| 321486           | 2009 SN25              | 16 de setembre de 2009 | Kitt Peak            | Spacewatch               |
| 321487           | 2009 SZ38              | 16 de març de 2007     | Kitt Peak            | Spacewatch               |
| 321488           | 2009 SW39              | 16 de setembre de 2009 | Kitt Peak            | Spacewatch               |
| 321489           | 2009 SR44              | 16 de setembre de 2009 | Kitt Peak            | Spacewatch               |
| 321490           | 2009 SH54              | 17 de setembre de 2009 | Mount Lemmon         | Mt. Lemmon Survey        |
| 321491           | 2009 SA61              | 17 de setembre de 2009 | Kitt Peak            | Spacewatch               |
| 321492           | 2009 SD62              | 17 de setembre de 2009 | Mount Lemmon         | Mt. Lemmon Survey        |
| 321493           | 2009 SM66              | 17 de setembre de 2009 | Kitt Peak            | Spacewatch               |
| 321494           | 2009 ST72              | 13 d'abril de 2004     | Kitt Peak            | Spacewatch               |
| 321495           | 2009 SN73              | 17 de setembre de 2009 | Mount Lemmon         | Mt. Lemmon Survey        |
| 321496           | 2009 SO77              | 17 de setembre de 2009 | Kitt Peak            | Spacewatch               |
| 321497           | 2009 SF78              | 18 de setembre de 2009 | Kitt Peak            | Spacewatch               |
| 321498           | 2009 ST98              | 22 de setembre de 2009 | Dauban               | F. Kugel                 |
| 321499           | 2009 SE120             | 18 de setembre de 2009 | Kitt Peak            | Spacewatch               |
| 321500           | 2009 SC124             | 18 de setembre de 2009 | Kitt Peak            | Spacewatch               |

## 321501-321600
| Nom    | Designació provisional | Data de descobriment   | Lloc de descobriment | Descobridor/s             |
| ------ | ---------------------- | ---------------------- | -------------------- | ------------------------- |
| 321501 | 2009 SD129             | 18 de setembre de 2009 | Kitt Peak            | Spacewatch                |
| 321502 | 2009 SY130             | 18 de setembre de 2009 | Kitt Peak            | Spacewatch                |
| 321503 | 2009 SV150             | 20 de setembre de 2009 | Kitt Peak            | Spacewatch                |
| 321504 | 2009 SU153             | 20 de setembre de 2009 | Kitt Peak            | Spacewatch                |
| 321505 | 2009 SH165             | 29 de juliol de 2009   | Catalina             | CSS                       |
| 321506 | 2009 SZ167             | 25 de setembre de 2009 | Sierra Stars         | R. Matson                 |
| 321507 | 2009 SS169             | 26 de setembre de 2009 | Modra                | S. Gajdos, J. Vilagi      |
| 321508 | 2009 SE170             | 23 de març de 2003     | Palomar              | NEAT                      |
| 321509 | 2009 SG172             | 21 de setembre de 2009 | Catalina             | CSS                       |
| 321510 | 2009 SV180             | 21 de setembre de 2009 | Mount Lemmon         | Mt. Lemmon Survey         |
| 321511 | 2009 SW182             | 6 d'octubre de 2005    | Mount Lemmon         | Mt. Lemmon Survey         |
| 321512 | 2009 SY189             | 22 de setembre de 2009 | Kitt Peak            | Spacewatch                |
| 321513 | 2009 SG193             | 6 de setembre de 2008  | Kitt Peak            | Spacewatch                |
| 321514 | 2009 SV200             | 22 de setembre de 2009 | Catalina             | CSS                       |
| 321515 | 2009 SK201             | 13 de desembre de 2006 | Mount Lemmon         | Mt. Lemmon Survey         |
| 321516 | 2009 SM203             | 22 de setembre de 2009 | Kitt Peak            | Spacewatch                |
| 321517 | 2009 SW205             | 22 de setembre de 2009 | Kitt Peak            | Spacewatch                |
| 321518 | 2009 SE208             | 23 de setembre de 2009 | Kitt Peak            | Spacewatch                |
| 321519 | 2009 SC213             | 23 de setembre de 2009 | Kitt Peak            | Spacewatch                |
| 321520 | 2009 SS217             | 24 de setembre de 2009 | Kitt Peak            | Spacewatch                |
| 321521 | 2009 SO230             | 26 d'agost de 1998     | Kitt Peak            | Spacewatch                |
| 321522 | 2009 SB231             | 18 de setembre de 2009 | Mount Lemmon         | Mt. Lemmon Survey         |
| 321523 | 2009 SS232             | 19 de setembre de 2009 | Catalina             | CSS                       |
| 321524 | 2009 SA233             | 19 de setembre de 2009 | Catalina             | CSS                       |
| 321525 | 2009 SD235             | 18 de setembre de 2009 | Mount Lemmon         | Mt. Lemmon Survey         |
| 321526 | 2009 ST235             | 18 de setembre de 2009 | Kitt Peak            | Spacewatch                |
| 321527 | 2009 SM236             | 4 de desembre de 2004  | Anderson Mesa        | LONEOS                    |
| 321528 | 2009 SL238             | 20 d'abril de 2004     | Kitt Peak            | Spacewatch                |
| 321529 | 2009 SQ242             | 24 de setembre de 2009 | Catalina             | CSS                       |
| 321530 | 2009 SR249             | 18 de setembre de 2009 | Kitt Peak            | Spacewatch                |
| 321531 | 2009 SN258             | 1 de desembre de 1994  | Kitt Peak            | Spacewatch                |
| 321532 | 2009 SZ258             | 27 de setembre de 2003 | Kitt Peak            | Spacewatch                |
| 321533 | 2009 SS261             | 25 de gener de 2006    | Kitt Peak            | Spacewatch                |
| 321534 | 2009 SP264             | 23 de setembre de 2009 | Mount Lemmon         | Mt. Lemmon Survey         |
| 321535 | 2009 SC266             | 23 de setembre de 2009 | Mount Lemmon         | Mt. Lemmon Survey         |
| 321536 | 2009 SP270             | 13 d'octubre de 1999   | Kitt Peak            | Spacewatch                |
| 321537 | 2009 SF271             | 24 de setembre de 2009 | Kitt Peak            | Spacewatch                |
| 321538 | 2009 SR272             | 23 de desembre de 2000 | Apache Point         | Sloan Digital Sky Survey  |
| 321539 | 2009 SO273             | 25 de setembre de 2009 | Kitt Peak            | Spacewatch                |
| 321540 | 2009 SM275             | 25 de setembre de 2009 | Kitt Peak            | Spacewatch                |
| 321541 | 2009 SW275             | 25 de setembre de 2009 | Kitt Peak            | Spacewatch                |
| 321542 | 2009 SJ276             | 25 de setembre de 2009 | Kitt Peak            | Spacewatch                |
| 321543 | 2009 SP276             | 25 de setembre de 2009 | Kitt Peak            | Spacewatch                |
| 321544 | 2009 SQ276             | 25 de setembre de 2009 | Kitt Peak            | Spacewatch                |
| 321545 | 2009 SY277             | 25 de setembre de 2009 | Kitt Peak            | Spacewatch                |
| 321546 | 2009 SN279             | 25 de setembre de 2009 | Kitt Peak            | Spacewatch                |
| 321547 | 2009 SJ281             | 25 de setembre de 2009 | Kitt Peak            | Spacewatch                |
| 321548 | 2009 SV283             | 25 de setembre de 2009 | Kitt Peak            | Spacewatch                |
| 321549 | 2009 SD290             | 25 de setembre de 2009 | Kitt Peak            | Spacewatch                |
| 321550 | 2009 SL290             | 25 de setembre de 2009 | Kitt Peak            | Spacewatch                |
| 321551 | 2009 SN290             | 25 de setembre de 2009 | Kitt Peak            | Spacewatch                |
| 321552 | 2009 SP290             | 25 de setembre de 2009 | Kitt Peak            | Spacewatch                |
| 321553 | 2009 SN316             | 19 de setembre de 2009 | Mount Lemmon         | Mt. Lemmon Survey         |
| 321554 | 2009 SN321             | 21 de setembre de 2009 | Kitt Peak            | Spacewatch                |
| 321555 | 2009 SW328             | 16 de setembre de 2009 | Kitt Peak            | Spacewatch                |
| 321556 | 2009 ST329             | 17 de setembre de 2009 | Catalina             | CSS                       |
| 321557 | 2009 SW334             | 27 de setembre de 2009 | Mount Lemmon         | Mt. Lemmon Survey         |
| 321558 | 2009 SX337             | 28 de setembre de 2009 | Catalina             | CSS                       |
| 321559 | 2009 SB338             | 28 de setembre de 2009 | Catalina             | CSS                       |
| 321560 | 2009 SJ339             | 18 de setembre de 2009 | Kitt Peak            | Spacewatch                |
| 321561 | 2009 SX342             | 17 de setembre de 2009 | Kitt Peak            | Spacewatch                |
| 321562 | 2009 SF349             | 23 de setembre de 2009 | Kitt Peak            | Spacewatch                |
| 321563 | 2009 SL351             | 17 de setembre de 2009 | Mount Lemmon         | Mt. Lemmon Survey         |
| 321564 | 2009 SF354             | 19 de setembre de 2009 | Mount Lemmon         | Mt. Lemmon Survey         |
| 321565 | 2009 SL355             | 19 de setembre de 2009 | Mount Lemmon         | Mt. Lemmon Survey         |
| 321566 | 2009 SM356             | 17 de setembre de 2009 | Kitt Peak            | Spacewatch                |
| 321567 | 2009 ST356             | 18 de setembre de 2009 | Kitt Peak            | Spacewatch                |
| 321568 | 2009 SN358             | 17 de setembre de 2009 | Kitt Peak            | Spacewatch                |
| 321569 | 2009 SA359             | 20 de setembre de 2009 | Bisei SG Center      | BATTeRS                   |
| 321570 | 2009 SE361             | 13 de setembre de 1996 | La Silla             | Uppsala-DLR Trojan Survey |
| 321571 | 2009 SS362             | 18 de setembre de 2009 | Kitt Peak            | Spacewatch                |
| 321572 | 2009 TG                | 1 d'octubre de 2009    | Kitt Peak            | Spacewatch                |
| 321573 | 2009 TX8               | 14 d'octubre de 2009   | Marly                | P. Kocher                 |
| 321574 | 2009 TQ12              | 10 d'octubre de 2009   | Dauban               | F. Kugel                  |
| 321575 | 2009 TZ14              | 15 d'octubre de 2009   | Dauban               | F. Kugel                  |
| 321576 | 2009 TY20              | 11 d'octubre de 2009   | La Sagra             | La Sagra                  |
| 321577 | 2009 TA27              | 14 d'octubre de 2009   | Zelenchukskaya S     | T. V. Kryachko            |
| 321578 | 2009 TT36              | 15 d'octubre de 2009   | Catalina             | CSS                       |
| 321579 | 2009 TS44              | 14 d'octubre de 2009   | Catalina             | CSS                       |
| 321580 | 2009 TF46              | 11 d'octubre de 2009   | Mount Lemmon         | Mt. Lemmon Survey         |
| 321581 | 2009 TA48              | 15 d'octubre de 2009   | Mount Lemmon         | Mt. Lemmon Survey         |
| 321582 | 2009 UV8               | 16 d'octubre de 2009   | Mount Lemmon         | Mt. Lemmon Survey         |
| 321583 | 2009 UM9               | 16 d'octubre de 2009   | Mount Lemmon         | Mt. Lemmon Survey         |
| 321584 | 2009 UG21              | 23 d'octubre de 2009   | Marly                | P. Kocher                 |
| 321585 | 2009 UP25              | 18 d'octubre de 2009   | La Sagra             | La Sagra                  |
| 321586 | 2009 UV28              | 18 de març de 2002     | Kitt Peak            | Spacewatch                |
| 321587 | 2009 UF62              | 17 d'octubre de 2009   | Mount Lemmon         | Mt. Lemmon Survey         |
| 321588 | 2009 UD66              | 17 d'octubre de 2009   | Mount Lemmon         | Mt. Lemmon Survey         |
| 321589 | 2009 UU71              | 22 d'octubre de 2009   | Catalina             | CSS                       |
| 321590 | 2009 UE72              | 23 d'octubre de 2009   | Mount Lemmon         | Mt. Lemmon Survey         |
| 321591 | 2009 UC86              | 24 d'octubre de 2009   | Mount Lemmon         | Mt. Lemmon Survey         |
| 321592 | 2009 UK94              | 24 d'agost de 2000     | Socorro              | LINEAR                    |
| 321593 | 2009 UQ97              | 23 d'octubre de 2009   | Mount Lemmon         | Mt. Lemmon Survey         |
| 321594 | 2009 UC108             | 23 d'octubre de 2009   | Kitt Peak            | Spacewatch                |
| 321595 | 2009 UM116             | 22 d'octubre de 2009   | Mount Lemmon         | Mt. Lemmon Survey         |
| 321596 | 2009 UY124             | 17 de setembre de 2003 | Kitt Peak            | Spacewatch                |
| 321597 | 2009 UZ126             | 22 d'octubre de 2009   | Catalina             | CSS                       |
| 321598 | 2009 UN137             | 16 d'octubre de 2009   | Catalina             | CSS                       |
| 321599 | 2009 UJ140             | 18 d'octubre de 2009   | Mount Lemmon         | Mt. Lemmon Survey         |
| 321600 | 2009 UP140             | 26 d'octubre de 2009   | Kitt Peak            | Spacewatch                |

## 321601-321700
| Nom    | Designació provisional | Data de descobriment   | Lloc de descobriment | Descobridor/s     |
| ------ | ---------------------- | ---------------------- | -------------------- | ----------------- |
| 321601 | 2009 UB146             | 27 d'octubre de 2009   | Catalina             | CSS               |
| 321602 | 2009 UZ147             | 18 d'octubre de 2009   | Mount Lemmon         | Mt. Lemmon Survey |
| 321603 | 2009 US148             | 23 d'octubre de 2009   | Kitt Peak            | Spacewatch        |
| 321604 | 2009 VV2               | 23 d'agost de 2007     | Kitt Peak            | Spacewatch        |
| 321605 | 2009 VQ11              | 8 de novembre de 2009  | Mount Lemmon         | Mt. Lemmon Survey |
| 321606 | 2009 VK21              | 9 de novembre de 2009  | Mount Lemmon         | Mt. Lemmon Survey |
| 321607 | 2009 VN39              | 10 de novembre de 2009 | Mount Lemmon         | Mt. Lemmon Survey |
| 321608 | 2009 VB45              | 11 de novembre de 2009 | Socorro              | LINEAR            |
| 321609 | 2009 VV45              | 8 de novembre de 2009  | Kitt Peak            | Spacewatch        |
| 321610 | 2009 VG50              | 14 d'octubre de 2009   | Mount Lemmon         | Mt. Lemmon Survey |
| 321611 | 2009 VG58              | 26 d'octubre de 2009   | Kitt Peak            | Spacewatch        |
| 321612 | 2009 VS82              | 8 de novembre de 2009  | Kitt Peak            | Spacewatch        |
| 321613 | 2009 VA86              | 10 de novembre de 2009 | Kitt Peak            | Spacewatch        |
| 321614 | 2009 VS92              | 8 de novembre de 2009  | Catalina             | CSS               |
| 321615 | 2009 VG100             | 10 de novembre de 2009 | Kitt Peak            | Spacewatch        |
| 321616 | 2009 VR107             | 8 de novembre de 2009  | Mount Lemmon         | Mt. Lemmon Survey |
| 321617 | 2009 WT33              | 11 de novembre de 2004 | Kitt Peak            | Spacewatch        |
| 321618 | 2009 WQ35              | 17 de novembre de 2009 | Kitt Peak            | Spacewatch        |
| 321619 | 2009 WQ53              | 20 d'octubre de 2006   | Mount Lemmon         | Mt. Lemmon Survey |
| 321620 | 2009 WX62              | 26 de març de 2003     | Kitt Peak            | Spacewatch        |
| 321621 | 2009 WC69              | 17 de novembre de 2009 | Mount Lemmon         | Mt. Lemmon Survey |
| 321622 | 2009 WU72              | 18 de novembre de 2009 | Kitt Peak            | Spacewatch        |
| 321623 | 2009 WF88              | 19 de novembre de 2009 | Vail-Jarnac          | Jarnac            |
| 321624 | 2009 WF90              | 19 de novembre de 2009 | Kitt Peak            | Spacewatch        |
| 321625 | 2009 WR99              | 21 de novembre de 2009 | Kitt Peak            | Spacewatch        |
| 321626 | 2009 WC100             | 21 de novembre de 2009 | Kitt Peak            | Spacewatch        |
| 321627 | 2009 WB102             | 2 d'octubre de 2008    | Kitt Peak            | Spacewatch        |
| 321628 | 2009 WV107             | 17 de novembre de 2009 | Mount Lemmon         | Mt. Lemmon Survey |
| 321629 | 2009 WO121             | 20 de novembre de 2009 | Kitt Peak            | Spacewatch        |
| 321630 | 2009 WO150             | 19 de novembre de 2009 | Mount Lemmon         | Mt. Lemmon Survey |
| 321631 | 2009 WU167             | 8 d'octubre de 2008    | Kitt Peak            | Spacewatch        |
| 321632 | 2009 WF195             | 25 de novembre de 2009 | La Sagra             | La Sagra          |
| 321633 | 2009 WQ205             | 21 de febrer de 2001   | Kitt Peak            | Spacewatch        |
| 321634 | 2009 WU211             | 21 d'octubre de 1995   | Kitt Peak            | Spacewatch        |
| 321635 | 2009 WD215             | 22 de novembre de 2009 | Kitt Peak            | Spacewatch        |
| 321636 | 2009 WU220             | 16 de novembre de 2009 | Mount Lemmon         | Mt. Lemmon Survey |
| 321637 | 2009 WP227             | 10 d'octubre de 2004   | Kitt Peak            | Spacewatch        |
| 321638 | 2009 WM249             | 17 de febrer de 2004   | Kitt Peak            | Spacewatch        |
| 321639 | 2009 XF3               | 15 de juliol de 2002   | Palomar              | NEAT              |
| 321640 | 2009 XW10              | 10 de desembre de 2009 | Mount Lemmon         | Mt. Lemmon Survey |
| 321641 | 2010 AV5               | 5 de gener de 2010     | Kitt Peak            | Spacewatch        |
| 321642 | 2010 AG25              | 4 de novembre de 2004  | Kitt Peak            | Spacewatch        |
| 321643 | 2010 AT26              | 6 de gener de 2010     | Mount Lemmon         | Mt. Lemmon Survey |
| 321644 | 2010 AD29              | 1 de febrer de 2005    | Kitt Peak            | Spacewatch        |
| 321645 | 2010 AC56              | 8 de gener de 2010     | Kitt Peak            | Spacewatch        |
| 321646 | 2010 AA67              | 11 de gener de 2010    | Kitt Peak            | Spacewatch        |
| 321647 | 2010 AB75              | 6 de gener de 2010     | Socorro              | LINEAR            |
| 321648 | 2010 AC78              | 12 de gener de 2010    | Mount Lemmon         | Mt. Lemmon Survey |
| 321649 | 2010 AP84              | 24 de març de 2001     | Anderson Mesa        | LONEOS            |
| 321650 | 2010 BH6               | 21 de gener de 2010    | La Sagra             | La Sagra          |
| 321651 | 2010 BY9               | 14 de febrer de 2002   | Kitt Peak            | Spacewatch        |
| 321652 | 2010 BV47              | 9 de març de 2002      | Kitt Peak            | Spacewatch        |
| 321653 | 2010 BP59              | 27 d'octubre de 2009   | Mount Lemmon         | Mt. Lemmon Survey |
| 321654 | 2010 BE60              | 21 de gener de 2010    | WISE                 | WISE              |
| 321655 | 2010 BQ70              | 22 de gener de 2010    | WISE                 | WISE              |
| 321656 | 2010 BM90              | 2 d'octubre de 2009    | Mount Lemmon         | Mt. Lemmon Survey |
| 321657 | 2010 BM117             | 10 d'abril de 2002     | Palomar              | NEAT              |
| 321658 | 2010 CG12              | 12 de febrer de 2010   | Mayhill              | A. Lowe           |
| 321659 | 2010 CS20              | 9 de febrer de 2010    | Kitt Peak            | Spacewatch        |
| 321660 | 2010 CN22              | 9 de febrer de 2010    | Kitt Peak            | Spacewatch        |
| 321661 | 2010 CC40              | 24 d'agost de 2000     | Socorro              | LINEAR            |
| 321662 | 2010 CJ57              | 14 de febrer de 2010   | Socorro              | LINEAR            |
| 321663 | 2010 CP60              | 14 de febrer de 2010   | Socorro              | LINEAR            |
| 321664 | 2010 CX74              | 13 de febrer de 2010   | Mount Lemmon         | Mt. Lemmon Survey |
| 321665 | 2010 CT77              | 13 de febrer de 2010   | Mount Lemmon         | Mt. Lemmon Survey |
| 321666 | 2010 CG79              | 13 de febrer de 2010   | Mount Lemmon         | Mt. Lemmon Survey |
| 321667 | 2010 CB81              | 13 de febrer de 2010   | Mount Lemmon         | Mt. Lemmon Survey |
| 321668 | 2010 CH94              | 14 de febrer de 2010   | Kitt Peak            | Spacewatch        |
| 321669 | 2010 CJ106             | 28 d'agost de 2000     | Socorro              | LINEAR            |
| 321670 | 2010 CZ137             | 9 de febrer de 2010    | Kitt Peak            | Spacewatch        |
| 321671 | 2010 CF162             | 9 de febrer de 2010    | Kitt Peak            | Spacewatch        |
| 321672 | 2010 CC165             | 17 de juny de 2006     | Kitt Peak            | Spacewatch        |
| 321673 | 2010 CO182             | 14 de febrer de 2010   | Haleakala            | Pan-STARRS 1      |
| 321674 | 2010 CU240             | 22 de setembre de 2008 | Catalina             | CSS               |
| 321675 | 2010 DF12              | 29 de desembre de 2000 | Kitt Peak            | Spacewatch        |
| 321676 | 2010 DN30              | 27 d'agost de 2006     | Kitt Peak            | Spacewatch        |
| 321677 | 2010 DS40              | 16 de febrer de 2010   | Mount Lemmon         | Mt. Lemmon Survey |
| 321678 | 2010 DY42              | 27 de juny de 2004     | Kitt Peak            | Spacewatch        |
| 321679 | 2010 DB46              | 17 de febrer de 2010   | Kitt Peak            | Spacewatch        |
| 321680 | 2010 DF76              | 19 de febrer de 2010   | Kitt Peak            | Spacewatch        |
| 321681 | 2010 EE41              | 4 de març de 2010      | Kitt Peak            | Spacewatch        |
| 321682 | 2010 EV43              | 15 de setembre de 1998 | Kitt Peak            | Spacewatch        |
| 321683 | 2010 EY75              | 12 de març de 2010     | Kitt Peak            | Spacewatch        |
| 321684 | 2010 EF84              | 27 de febrer de 2004   | Kitt Peak            | M. W. Buie        |
| 321685 | 2010 EN99              | 15 de setembre de 2007 | Kitt Peak            | Spacewatch        |
| 321686 | 2010 EP102             | 15 de març de 2010     | Kitt Peak            | Spacewatch        |
| 321687 | 2010 EX103             | 15 de març de 2010     | Mount Lemmon         | Mt. Lemmon Survey |
| 321688 | 2010 EM104             | 12 de març de 2010     | Catalina             | CSS               |
| 321689 | 2010 EF107             | 12 de març de 2010     | Kitt Peak            | Spacewatch        |
| 321690 | 2010 EG108             | 13 de març de 2010     | Kitt Peak            | Spacewatch        |
| 321691 | 2010 EW108             | 14 de març de 2010     | Kitt Peak            | Spacewatch        |
| 321692 | 2010 EV110             | 12 de març de 2010     | Mount Lemmon         | Mt. Lemmon Survey |
| 321693 | 2010 EY119             | 13 de març de 2010     | Kitt Peak            | Spacewatch        |
| 321694 | 2010 EB121             | 13 de març de 2010     | Kitt Peak            | Spacewatch        |
| 321695 | 2010 EQ123             | 4 de març de 2010      | Kitt Peak            | Spacewatch        |
| 321696 | 2010 EA126             | 13 de març de 2010     | Catalina             | CSS               |
| 321697 | 2010 EV136             | 12 de març de 2010     | Mount Lemmon         | Mt. Lemmon Survey |
| 321698 | 2010 EZ136             | 13 de març de 2010     | Kitt Peak            | Spacewatch        |
| 321699 | 2010 EO140             | 10 de març de 2010     | La Sagra             | La Sagra          |
| 321700 | 2010 FO1               | 13 de setembre de 2007 | Anderson Mesa        | LONEOS            |

## 321701-321800
| Nom    | Designació provisional | Data de descobriment   | Lloc de descobriment | Descobridor/s            |
| ------ | ---------------------- | ---------------------- | -------------------- | ------------------------ |
| 321701 | 2010 FV10              | 16 de març de 2010     | Kitt Peak            | Spacewatch               |
| 321702 | 2010 FX21              | 18 de març de 2010     | Mount Lemmon         | Mt. Lemmon Survey        |
| 321703 | 2010 FY90              | 21 de març de 2010     | Mount Lemmon         | Mt. Lemmon Survey        |
| 321704 | 2010 FP96              | 5 d'abril de 2000      | Kitt Peak            | Spacewatch               |
| 321705 | 2010 FL100             | 25 de febrer de 2006   | Mount Lemmon         | Mt. Lemmon Survey        |
| 321706 | 2010 GA3               | 1 de novembre de 2005  | Kitt Peak            | Spacewatch               |
| 321707 | 2010 GZ31              | 6 d'abril de 2010      | Kitt Peak            | Spacewatch               |
| 321708 | 2010 GC98              | 10 d'abril de 2010     | Kitt Peak            | Spacewatch               |
| 321709 | 2010 GR113             | 10 d'abril de 2010     | Kitt Peak            | Spacewatch               |
| 321710 | 2010 GD117             | 10 d'abril de 2010     | Mount Lemmon         | Mt. Lemmon Survey        |
| 321711 | 2010 GF122             | 15 de març de 2010     | Catalina             | CSS                      |
| 321712 | 2010 GN124             | 2 de febrer de 2009    | Mount Lemmon         | Mt. Lemmon Survey        |
| 321713 | 2010 GM133             | 11 d'abril de 2010     | Kitt Peak            | Spacewatch               |
| 321714 | 2010 GZ139             | 7 d'abril de 2010      | Mount Lemmon         | Mt. Lemmon Survey        |
| 321715 | 2010 GY144             | 26 de gener de 2006    | Kitt Peak            | Spacewatch               |
| 321716 | 2010 HX21              | 14 de febrer de 2005   | Kitt Peak            | Spacewatch               |
| 321717 | 2010 HT77              | 18 de setembre de 2003 | Kitt Peak            | Spacewatch               |
| 321718 | 2010 HU86              | 28 d'abril de 2010     | WISE                 | WISE                     |
| 321719 | 2010 JG84              | 11 d'octubre de 2001   | Socorro              | LINEAR                   |
| 321720 | 2010 JA118             | 8 de maig de 2010      | Mount Lemmon         | Mt. Lemmon Survey        |
| 321721 | 2010 JN147             | 9 de maig de 2010      | Mount Lemmon         | Mt. Lemmon Survey        |
| 321722 | 2010 JH174             | 29 de gener de 2009    | Mount Lemmon         | Mt. Lemmon Survey        |
| 321723 | 2010 KY44              | 20 de maig de 2010     | WISE                 | WISE                     |
| 321724 | 2010 KM45              | 21 de maig de 2010     | WISE                 | WISE                     |
| 321725 | 2010 KP47              | 21 de maig de 2010     | WISE                 | WISE                     |
| 321726 | 2010 KJ50              | 22 de maig de 2010     | WISE                 | WISE                     |
| 321727 | 2010 KN93              | 27 de maig de 2010     | WISE                 | WISE                     |
| 321728 | 2010 KE127             | 2 d'abril de 1997      | Kitt Peak            | Spacewatch               |
| 321729 | 2010 LJ1               | 2 de juny de 2010      | Nogales              | Tenagra II               |
| 321730 | 2010 LQ4               | 1 de juny de 2010      | WISE                 | WISE                     |
| 321731 | 2010 LQ50              | 8 de juny de 2010      | WISE                 | WISE                     |
| 321732 | 2010 LY55              | 22 de novembre de 2003 | Catalina             | CSS                      |
| 321733 | 2010 LR61              | 4 de febrer de 2003    | Anderson Mesa        | LONEOS                   |
| 321734 | 2010 LC81              | 11 de juny de 2010     | WISE                 | WISE                     |
| 321735 | 2010 LC99              | 21 de desembre de 2005 | Siding Spring        | Siding Spring Survey     |
| 321736 | 2010 LM134             | 13 de juny de 2010     | Mount Lemmon         | Mt. Lemmon Survey        |
| 321737 | 2010 ML23              | 18 de juny de 2010     | WISE                 | WISE                     |
| 321738 | 2010 MB34              | 9 de febrer de 2008    | Kitt Peak            | Spacewatch               |
| 321739 | 2010 MK39              | 22 de juny de 2010     | WISE                 | WISE                     |
| 321740 | 2010 MN43              | 1 d'octubre de 2005    | Mount Lemmon         | Mt. Lemmon Survey        |
| 321741 | 2010 MW53              | 16 de juny de 2010     | WISE                 | WISE                     |
| 321742 | 2010 MH55              | 16 de juny de 2010     | WISE                 | WISE                     |
| 321743 | 2010 MA67              | 25 de juny de 2010     | WISE                 | WISE                     |
| 321744 | 2010 MM70              | 25 de juny de 2010     | WISE                 | WISE                     |
| 321745 | 2010 MG89              | 10 de gener de 2003    | Socorro              | LINEAR                   |
| 321746 | 2010 MW105             | 30 de juny de 2010     | WISE                 | WISE                     |
| 321747 | 2010 MW106             | 30 de juny de 2010     | WISE                 | WISE                     |
| 321748 | 2010 NU3               | 4 de juliol de 2010    | Kitt Peak            | Spacewatch               |
| 321749 | 2010 NB7               | 25 de juliol de 2003   | Palomar              | NEAT                     |
| 321750 | 2010 NE18              | 28 d'abril de 2004     | Kitt Peak            | Spacewatch               |
| 321751 | 2010 NM18              | 21 de març de 1999     | Apache Point         | Sloan Digital Sky Survey |
| 321752 | 2010 NK19              | 15 de desembre de 2006 | Socorro              | LINEAR                   |
| 321753 | 2010 NY32              | 18 de novembre de 2001 | Kitt Peak            | Spacewatch               |
| 321754 | 2010 NS38              | 8 de juliol de 2010    | WISE                 | WISE                     |
| 321755 | 2010 NY81              | 7 de juliol de 2010    | Mount Lemmon         | Mt. Lemmon Survey        |
| 321756 | 2010 NK85              | 1 de juliol de 2010    | WISE                 | WISE                     |
| 321757 | 2010 NZ97              | 2 de novembre de 2006  | Mount Lemmon         | Mt. Lemmon Survey        |
| 321758 | 2010 NT101             | 5 de setembre de 2000  | Socorro              | LINEAR                   |
| 321759 | 2010 NZ102             | 12 de juliol de 2010   | WISE                 | WISE                     |
| 321760 | 2010 NY103             | 12 de juliol de 2010   | WISE                 | WISE                     |
| 321761 | 2010 NG108             | 18 d'octubre de 2001   | Kitt Peak            | Spacewatch               |
| 321762 | 2010 NO109             | 13 de juliol de 2010   | WISE                 | WISE                     |
| 321763 | 2010 NR116             | 16 de setembre de 2004 | Siding Spring        | Siding Spring Survey     |
| 321764 | 2010 OL10              | 16 de juliol de 2010   | WISE                 | WISE                     |
| 321765 | 2010 OE19              | 29 de novembre de 2005 | Catalina             | CSS                      |
| 321766 | 2010 OR19              | 15 de maig de 2009     | Kitt Peak            | Spacewatch               |
| 321767 | 2010 OS19              | 18 de juliol de 2010   | WISE                 | WISE                     |
| 321768 | 2010 OM30              | 30 d'octubre de 2005   | Mount Lemmon         | Mt. Lemmon Survey        |
| 321769 | 2010 OR30              | 26 de juliol de 1996   | Haleakala            | AMOS                     |
| 321770 | 2010 OJ32              | 20 de juliol de 2010   | WISE                 | WISE                     |
| 321771 | 2010 OC47              | 20 de març de 1999     | Apache Point         | Sloan Digital Sky Survey |
| 321772 | 2010 OF53              | 14 de desembre de 2006 | Kitt Peak            | Spacewatch               |
| 321773 | 2010 OG56              | 30 d'agost de 2005     | Kitt Peak            | Spacewatch               |
| 321774 | 2010 OM61              | 26 d'agost de 2005     | Palomar              | NEAT                     |
| 321775 | 2010 OZ74              | 18 de març de 2007     | Kitt Peak            | Spacewatch               |
| 321776 | 2010 OA78              | 25 de juliol de 2010   | WISE                 | WISE                     |
| 321777 | 2010 OT79              | 26 de juliol de 2010   | WISE                 | WISE                     |
| 321778 | 2010 OQ81              | 22 de desembre de 2000 | Kitt Peak            | Spacewatch               |
| 321779 | 2010 OT82              | 26 de juliol de 2010   | WISE                 | WISE                     |
| 321780 | 2010 OM84              | 26 de juliol de 2010   | WISE                 | WISE                     |
| 321781 | 2010 ON84              | 7 de maig de 2005      | Kitt Peak            | Spacewatch               |
| 321782 | 2010 OQ86              | 27 de juliol de 2010   | WISE                 | WISE                     |
| 321783 | 2010 OR91              | 4 d'abril de 2008      | Kitt Peak            | Spacewatch               |
| 321784 | 2010 OH96              | 11 de desembre de 2006 | Kitt Peak            | Spacewatch               |
| 321785 | 2010 OJ97              | 13 de novembre de 2006 | Catalina             | CSS                      |
| 321786 | 2010 OZ97              | 21 de març de 1999     | Apache Point         | Sloan Digital Sky Survey |
| 321787 | 2010 ON98              | 29 de març de 2008     | Kitt Peak            | Spacewatch               |
| 321788 | 2010 OW105             | 29 de juliol de 2010   | WISE                 | WISE                     |
| 321789 | 2010 OT106             | 19 d'octubre de 2006   | Catalina             | CSS                      |
| 321790 | 2010 OT122             | 31 d'agost de 2005     | Kitt Peak            | Spacewatch               |
| 321791 | 2010 OK125             | 27 de gener de 2007    | Mount Lemmon         | Mt. Lemmon Survey        |
| 321792 | 2010 PS1               | 11 de gener de 2008    | Mount Lemmon         | Mt. Lemmon Survey        |
| 321793 | 2010 PZ23              | 6 de desembre de 2008  | Mount Lemmon         | Mt. Lemmon Survey        |
| 321794 | 2010 PW32              | 9 de setembre de 2004  | Socorro              | LINEAR                   |
| 321795 | 2010 PN51              | 10 de juny de 2005     | Kitt Peak            | Spacewatch               |
| 321796 | 2010 PO54              | 14 de febrer de 2004   | Palomar              | NEAT                     |
| 321797 | 2010 PA58              | 30 de setembre de 2005 | Kitt Peak            | Spacewatch               |
| 321798 | 2010 PY60              | 10 d'agost de 2010     | Kitt Peak            | Spacewatch               |
| 321799 | 2010 PA61              | 13 de gener de 1996    | Kitt Peak            | Spacewatch               |
| 321800 | 2010 PG62              | 10 d'agost de 2010     | Kitt Peak            | Spacewatch               |

## 321801-321900
| Nom    | Designació provisional | Data de descobriment   | Lloc de descobriment | Descobridor/s            |
| ------ | ---------------------- | ---------------------- | -------------------- | ------------------------ |
| 321801 | 2010 PA67              | 8 d'agost de 2010      | WISE                 | WISE                     |
| 321802 | 2010 PA71              | 15 de setembre de 1977 | Palomar              | E. Colombini             |
| 321803 | 2010 PZ71              | 16 de març de 2007     | Mount Lemmon         | Mt. Lemmon Survey        |
| 321804 | 2010 PM72              | 3 de maig de 2008      | Mount Lemmon         | Mt. Lemmon Survey        |
| 321805 | 2010 PX72              | 14 de juliol de 2004   | Siding Spring        | Siding Spring Survey     |
| 321806 | 2010 PA76              | 10 d'agost de 2010     | Kitt Peak            | Spacewatch               |
| 321807 | 2010 PG80              | 13 d'agost de 2010     | Kitt Peak            | Spacewatch               |
| 321808 | 2010 RN3               | 1 de setembre de 2010  | Socorro              | LINEAR                   |
| 321809 | 2010 RP3               | 17 de novembre de 2000 | Kitt Peak            | Spacewatch               |
| 321810 | 2010 RK4               | 1 de setembre de 2010  | ESA OGS              | ESA OGS                  |
| 321811 | 2010 RJ9               | 2 de setembre de 2010  | Socorro              | LINEAR                   |
| 321812 | 2010 RH11              | 2 de setembre de 2010  | Mount Lemmon         | Mt. Lemmon Survey        |
| 321813 | 2010 RD14              | 1 de setembre de 2010  | Socorro              | LINEAR                   |
| 321814 | 2010 RP14              | 1 de setembre de 2010  | Socorro              | LINEAR                   |
| 321815 | 2010 RS14              | 31 de març de 2003     | Anderson Mesa        | LONEOS                   |
| 321816 | 2010 RF33              | 1 de setembre de 2010  | Socorro              | LINEAR                   |
| 321817 | 2010 RJ36              | 2 de setembre de 2010  | Mount Lemmon         | Mt. Lemmon Survey        |
| 321818 | 2010 RB38              | 23 d'octubre de 2006   | Mount Lemmon         | Mt. Lemmon Survey        |
| 321819 | 2010 RZ43              | 18 de març de 2009     | Kitt Peak            | Spacewatch               |
| 321820 | 2010 RH46              | 20 d'agost de 2001     | Cerro Tololo         | M. W. Buie               |
| 321821 | 2010 RT46              | 3 de setembre de 2010  | Geisei               | T. Seki                  |
| 321822 | 2010 RW46              | 31 d'octubre de 2006   | Mount Lemmon         | Mt. Lemmon Survey        |
| 321823 | 2010 RZ46              | 8 d'octubre de 1996    | Kitt Peak            | Spacewatch               |
| 321824 | 2010 RE47              | 4 d'octubre de 2006    | Mount Lemmon         | Mt. Lemmon Survey        |
| 321825 | 2010 RZ49              | 16 de setembre de 2003 | Kitt Peak            | Spacewatch               |
| 321826 | 2010 RO59              | 26 de maig de 2006     | Mount Lemmon         | Mt. Lemmon Survey        |
| 321827 | 2010 RN60              | 27 d'octubre de 2006   | Catalina             | CSS                      |
| 321828 | 2010 RA66              | 4 de setembre de 2010  | Kitt Peak            | Spacewatch               |
| 321829 | 2010 RB66              | 2 d'octubre de 2006    | Mount Lemmon         | Mt. Lemmon Survey        |
| 321830 | 2010 RU71              | 22 de setembre de 2003 | Palomar              | NEAT                     |
| 321831 | 2010 RX71              | 26 de març de 2008     | Mount Lemmon         | Mt. Lemmon Survey        |
| 321832 | 2010 RB75              | 5 de setembre de 2010  | Wildberg             | R. Apitzsch              |
| 321833 | 2010 RZ77              | 17 de novembre de 2006 | Catalina             | CSS                      |
| 321834 | 2010 RK78              | 19 de gener de 2004    | Kitt Peak            | Spacewatch               |
| 321835 | 2010 RS96              | 20 de setembre de 2001 | Kitt Peak            | Spacewatch               |
| 321836 | 2010 RD98              | 18 de setembre de 2003 | Kitt Peak            | Spacewatch               |
| 321837 | 2010 RO102             | 13 d'octubre de 1999   | Apache Point         | Sloan Digital Sky Survey |
| 321838 | 2010 RY103             | 11 de març de 2005     | Mount Lemmon         | Mt. Lemmon Survey        |
| 321839 | 2010 RN104             | 21 de desembre de 2006 | Kitt Peak            | Spacewatch               |
| 321840 | 2010 RX104             | 4 de març de 2008      | Kitt Peak            | Spacewatch               |
| 321841 | 2010 RP105             | 9 d'abril de 2008      | Kitt Peak            | Spacewatch               |
| 321842 | 2010 RT105             | 7 de setembre de 1999  | Kitt Peak            | Spacewatch               |
| 321843 | 2010 RY107             | 6 de març de 2008      | Mount Lemmon         | Mt. Lemmon Survey        |
| 321844 | 2010 RG110             | 1 de novembre de 2005  | Catalina             | CSS                      |
| 321845 | 2010 RX111             | 11 de setembre de 2010 | Kitt Peak            | Spacewatch               |
| 321846 | 2010 RD113             | 11 de setembre de 2010 | Kitt Peak            | Spacewatch               |
| 321847 | 2010 RN113             | 18 de novembre de 2007 | Mount Lemmon         | Mt. Lemmon Survey        |
| 321848 | 2010 RP116             | 11 de febrer de 2004   | Kitt Peak            | Spacewatch               |
| 321849 | 2010 RG118             | 28 de juny de 2005     | Kitt Peak            | Spacewatch               |
| 321850 | 2010 RZ123             | 19 de setembre de 2006 | Catalina             | CSS                      |
| 321851 | 2010 RH124             | 14 de setembre de 1996 | Kitt Peak            | Spacewatch               |
| 321852 | 2010 RR124             | 19 d'agost de 2006     | Kitt Peak            | Spacewatch               |
| 321853 | 2010 RE128             | 5 d'abril de 2002      | Palomar              | NEAT                     |
| 321854 | 2010 RD129             | 15 de setembre de 2010 | Kitt Peak            | Spacewatch               |
| 321855 | 2010 RZ129             | 13 de setembre de 2010 | La Sagra             | La Sagra                 |
| 321856 | 2010 RW134             | 15 de setembre de 2010 | Kitt Peak            | Spacewatch               |
| 321857 | 2010 RX136             | 21 de març de 1999     | Apache Point         | Sloan Digital Sky Survey |
| 321858 | 2010 RV140             | 15 de setembre de 2006 | Kitt Peak            | Spacewatch               |
| 321859 | 2010 RR143             | 7 de setembre de 2004  | Kitt Peak            | Spacewatch               |
| 321860 | 2010 RQ145             | 15 de març de 2004     | Kitt Peak            | Spacewatch               |
| 321861 | 2010 RC149             | 22 de desembre de 2003 | Kitt Peak            | Spacewatch               |
| 321862 | 2010 RS154             | 9 de desembre de 2006  | Kitt Peak            | Spacewatch               |
| 321863 | 2010 RG155             | 22 d'octubre de 2006   | Catalina             | CSS                      |
| 321864 | 2010 RN155             | 23 de maig de 2006     | Mount Lemmon         | Mt. Lemmon Survey        |
| 321865 | 2010 RB157             | 9 de febrer de 2005    | Mount Lemmon         | Mt. Lemmon Survey        |
| 321866 | 2010 RH160             | 4 de novembre de 1999  | Socorro              | LINEAR                   |
| 321867 | 2010 RV164             | 8 de novembre de 2007  | Mount Lemmon         | Mt. Lemmon Survey        |
| 321868 | 2010 RG165             | 9 de setembre de 2010  | Kitt Peak            | Spacewatch               |
| 321869 | 2010 RA166             | 29 de març de 2008     | Mount Lemmon         | Mt. Lemmon Survey        |
| 321870 | 2010 RN167             | 10 de setembre de 2010 | Mount Lemmon         | Mt. Lemmon Survey        |
| 321871 | 2010 RD170             | 10 de novembre de 2005 | Catalina             | CSS                      |
| 321872 | 2010 RP175             | 15 d'octubre de 2001   | Apache Point         | Sloan Digital Sky Survey |
| 321873 | 2010 RA177             | 16 de març de 2009     | Kitt Peak            | Spacewatch               |
| 321874 | 2010 RC179             | 19 de juny de 2006     | Mount Lemmon         | Mt. Lemmon Survey        |
| 321875 | 2010 SC5               | 4 d'agost de 2003      | Kitt Peak            | Spacewatch               |
| 321876 | 2010 SG7               | 23 de febrer de 2001   | Cerro Tololo         | Deep Lens Survey         |
| 321877 | 2010 SR11              | 21 de juliol de 2001   | Haleakala            | NEAT                     |
| 321878 | 2010 SN13              | 28 d'octubre de 1997   | Kitt Peak            | Spacewatch               |
| 321879 | 2010 SW13              | 6 de novembre de 2007  | Kitt Peak            | Spacewatch               |
| 321880 | 2010 SS19              | 2 d'octubre de 2006    | Mount Lemmon         | Mt. Lemmon Survey        |
| 321881 | 2010 SM23              | 28 de maig de 2009     | Mount Lemmon         | Mt. Lemmon Survey        |
| 321882 | 2010 SP26              | 8 de setembre de 2010  | Kitt Peak            | Spacewatch               |
| 321883 | 2010 SR26              | 16 d'octubre de 1995   | Kitt Peak            | Spacewatch               |
| 321884 | 2010 SZ26              | 18 d'octubre de 1995   | Kitt Peak            | Spacewatch               |
| 321885 | 2010 SG28              | 18 de març de 2001     | Socorro              | LINEAR                   |
| 321886 | 2010 SR28              | 19 de setembre de 2001 | Socorro              | LINEAR                   |
| 321887 | 2010 SL30              | 27 de febrer de 2009   | Mount Lemmon         | Mt. Lemmon Survey        |
| 321888 | 2010 SO32              | 2 de febrer de 2008    | Mount Lemmon         | Mt. Lemmon Survey        |
| 321889 | 2010 SJ35              | 12 d'abril de 2002     | Socorro              | LINEAR                   |
| 321890 | 2010 SH36              | 13 de desembre de 2006 | Catalina             | CSS                      |
| 321891 | 2010 SO36              | 9 de febrer de 2008    | Mount Lemmon         | Mt. Lemmon Survey        |
| 321892 | 2010 SO37              | 9 de setembre de 2004  | Kitt Peak            | Spacewatch               |
| 321893 | 2010 SO39              | 23 d'octubre de 2006   | Catalina             | CSS                      |
| 321894 | 2010 TB2               | 11 de març de 2008     | Kitt Peak            | Spacewatch               |
| 321895 | 2010 TY3               | 10 de març de 2007     | Mount Lemmon         | Mt. Lemmon Survey        |
| 321896 | 2010 TM6               | 31 d'agost de 2003     | Kitt Peak            | Spacewatch               |
| 321897 | 2010 TV6               | 2 d'octubre de 2010    | Kitt Peak            | Spacewatch               |
| 321898 | 2010 TW6               | 19 d'octubre de 2003   | Kitt Peak            | Spacewatch               |
| 321899 | 2010 TC7               | 20 d'agost de 2004     | Catalina             | CSS                      |
| 321900 | 2010 TR8               | 27 d'agost de 2006     | Kitt Peak            | Spacewatch               |

## 321901-322000
| Nom    | Designació provisional | Data de descobriment   | Lloc de descobriment | Descobridor/s            |
| ------ | ---------------------- | ---------------------- | -------------------- | ------------------------ |
| 321901 | 2010 TM9               | 28 d'agost de 2005     | Kitt Peak            | Spacewatch               |
| 321902 | 2010 TE14              | 27 de maig de 2009     | Mount Lemmon         | Mt. Lemmon Survey        |
| 321903 | 2010 TK15              | 31 d'agost de 2005     | Kitt Peak            | Spacewatch               |
| 321904 | 2010 TF17              | 18 de juny de 2006     | Kitt Peak            | Spacewatch               |
| 321905 | 2010 TO22              | 19 de desembre de 2007 | Mount Lemmon         | Mt. Lemmon Survey        |
| 321906 | 2010 TD23              | 13 de gener de 2002    | Kitt Peak            | Spacewatch               |
| 321907 | 2010 TY23              | 1 d'octubre de 2003    | Kitt Peak            | Spacewatch               |
| 321908 | 2010 TP24              | 1 d'octubre de 2010    | Catalina             | CSS                      |
| 321909 | 2010 TS24              | 1 d'octubre de 2010    | Catalina             | CSS                      |
| 321910 | 2010 TJ28              | 13 d'octubre de 2006   | Kitt Peak            | Spacewatch               |
| 321911 | 2010 TG33              | 27 d'agost de 2005     | Kitt Peak            | Spacewatch               |
| 321912 | 2010 TU35              | 20 de març de 2007     | Anderson Mesa        | LONEOS                   |
| 321913 | 2010 TV37              | 6 d'octubre de 1994    | Kitt Peak            | Spacewatch               |
| 321914 | 2010 TF39              | 26 de desembre de 2005 | Kitt Peak            | Spacewatch               |
| 321915 | 2010 TK41              | 5 de març de 2008      | Kitt Peak            | Spacewatch               |
| 321916 | 2010 TA45              | 4 d'abril de 2005      | Kitt Peak            | Spacewatch               |
| 321917 | 2010 TH45              | 8 de març de 2005      | Kitt Peak            | Spacewatch               |
| 321918 | 2010 TW55              | 3 d'abril de 2005      | Palomar              | NEAT                     |
| 321919 | 2010 TQ58              | 26 de febrer de 2008   | Kitt Peak            | Spacewatch               |
| 321920 | 2010 TY59              | 12 d'abril de 2002     | Kitt Peak            | Spacewatch               |
| 321921 | 2010 TR72              | 2 de febrer de 1998    | Kitt Peak            | Spacewatch               |
| 321922 | 2010 TS76              | 5 d'octubre de 2000    | Kitt Peak            | Spacewatch               |
| 321923 | 2010 TO79              | 3 de març de 2005      | Kitt Peak            | Spacewatch               |
| 321924 | 2010 TR80              | 5 de gener de 2003     | Socorro              | LINEAR                   |
| 321925 | 2010 TW80              | 20 d'abril de 2009     | Mount Lemmon         | Mt. Lemmon Survey        |
| 321926 | 2010 TA81              | 9 de novembre de 1999  | Socorro              | LINEAR                   |
| 321927 | 2010 TX81              | 5 d'abril de 2008      | Kitt Peak            | Spacewatch               |
| 321928 | 2010 TA88              | 16 de març de 2009     | Kitt Peak            | Spacewatch               |
| 321929 | 2010 TG91              | 21 de setembre de 2001 | Socorro              | LINEAR                   |
| 321930 | 2010 TL98              | 30 d'octubre de 2005   | Kitt Peak            | Spacewatch               |
| 321931 | 2010 TC99              | 13 de febrer de 2008   | Mount Lemmon         | Mt. Lemmon Survey        |
| 321932 | 2010 TQ99              | 17 de gener de 2004    | Palomar              | NEAT                     |
| 321933 | 2010 TV99              | 30 de setembre de 2006 | Mount Lemmon         | Mt. Lemmon Survey        |
| 321934 | 2010 TW108             | 19 d'octubre de 2003   | Apache Point         | Sloan Digital Sky Survey |
| 321935 | 2010 TM111             | 6 de setembre de 2010  | Kitt Peak            | Spacewatch               |
| 321936 | 2010 TP117             | 18 d'octubre de 2006   | Kitt Peak            | Spacewatch               |
| 321937 | 2010 TQ118             | 1 d'abril de 2008      | Kitt Peak            | Spacewatch               |
| 321938 | 2010 TQ124             | 19 de setembre de 2003 | Palomar              | NEAT                     |
| 321939 | 2010 TR129             | 26 de novembre de 2003 | Kitt Peak            | Spacewatch               |
| 321940 | 2010 TT129             | 25 de novembre de 2006 | Mount Lemmon         | Mt. Lemmon Survey        |
| 321941 | 2010 TX129             | 24 de novembre de 2006 | Kitt Peak            | Spacewatch               |
| 321942 | 2010 TJ138             | 12 de desembre de 2006 | Mount Lemmon         | Mt. Lemmon Survey        |
| 321943 | 2010 TO142             | 16 de novembre de 2006 | Mount Lemmon         | Mt. Lemmon Survey        |
| 321944 | 2010 TF151             | 28 de gener de 2007    | Mount Lemmon         | Mt. Lemmon Survey        |
| 321945 | 2010 TC162             | 11 de març de 2007     | Mount Lemmon         | Mt. Lemmon Survey        |
| 321946 | 2010 TD162             | 4 de desembre de 2005  | Kitt Peak            | Spacewatch               |
| 321947 | 2010 TQ163             | 28 de febrer de 2008   | Catalina             | CSS                      |
| 321948 | 2010 TZ166             | 1 d'agost de 2000      | Socorro              | LINEAR                   |
| 321949 | 2010 TT167             | 19 de desembre de 2007 | Mount Lemmon         | Mt. Lemmon Survey        |
| 321950 | 2010 TJ170             | 17 de novembre de 2007 | Kitt Peak            | Spacewatch               |
| 321951 | 2010 TD175             | 19 d'octubre de 2003   | Palomar              | NEAT                     |
| 321952 | 2010 TP180             | 1 d'abril de 2009      | Mount Lemmon         | Mt. Lemmon Survey        |
| 321953 | 2010 TZ180             | 23 d'octubre de 2003   | Kitt Peak            | Spacewatch               |
| 321954 | 2010 UR5               | 1 de febrer de 2008    | Kitt Peak            | Spacewatch               |
| 321955 | 2010 UR6               | 13 de març de 2002     | Socorro              | LINEAR                   |
| 321956 | 2010 UA11              | 13 de novembre de 2006 | Kitt Peak            | Spacewatch               |
| 321957 | 2010 UM12              | 2 d'octubre de 1997    | Caussols             | ODAS                     |
| 321958 | 2010 UO13              | 9 de març de 2003      | Kitt Peak            | Spacewatch               |
| 321959 | 2010 UX13              | 17 de novembre de 2006 | Kitt Peak            | Spacewatch               |
| 321960 | 2010 UB15              | 20 de febrer de 2002   | Kitt Peak            | Spacewatch               |
| 321961 | 2010 UH16              | 26 de febrer de 2009   | Mount Lemmon         | Mt. Lemmon Survey        |
| 321962 | 2010 UK16              | 6 de juliol de 1997    | Caussols             | ODAS                     |
| 321963 | 2010 UH17              | 8 de maig de 2008      | Mount Lemmon         | Mt. Lemmon Survey        |
| 321964 | 2010 UD21              | 18 de febrer de 2001   | Haleakala            | NEAT                     |
| 321965 | 2010 UA23              | 18 de setembre de 1995 | Kitt Peak            | Spacewatch               |
| 321966 | 2010 UD23              | 17 d'octubre de 2001   | Kitt Peak            | Spacewatch               |
| 321967 | 2010 UP27              | 25 d'octubre de 2005   | Mount Lemmon         | Mt. Lemmon Survey        |
| 321968 | 2010 UL28              | 19 de març de 1996     | Kitt Peak            | Spacewatch               |
| 321969 | 2010 UN28              | 12 de desembre de 2001 | La Palma             | T. Grav, M. W. Hansen    |
| 321970 | 2010 UZ28              | 5 de gener de 2003     | Socorro              | LINEAR                   |
| 321971 | 2010 UR31              | 21 de juliol de 2006   | Mount Lemmon         | Mt. Lemmon Survey        |
| 321972 | 2010 UV31              | 8 de maig de 2005      | Kitt Peak            | Spacewatch               |
| 321973 | 2010 UA34              | 29 d'agost de 2005     | Kitt Peak            | Spacewatch               |
| 321974 | 2010 UF34              | 26 de gener de 2003    | Haleakala            | NEAT                     |
| 321975 | 2010 UC35              | 9 de gener de 2007     | Mount Lemmon         | Mt. Lemmon Survey        |
| 321976 | 2010 UF38              | 14 de desembre de 2004 | Kitt Peak            | Spacewatch               |
| 321977 | 2010 UO38              | 22 d'abril de 2004     | Kitt Peak            | Spacewatch               |
| 321978 | 2010 UX40              | 26 d'agost de 2005     | Palomar              | NEAT                     |
| 321979 | 2010 UM45              | 9 de desembre de 2006  | Kitt Peak            | Spacewatch               |
| 321980 | 2010 UC46              | 25 de setembre de 2005 | Kitt Peak            | Spacewatch               |
| 321981 | 2010 US53              | 3 de novembre de 2005  | Kitt Peak            | Spacewatch               |
| 321982 | 2010 UC54              | 21 de desembre de 2006 | Kitt Peak            | Spacewatch               |
| 321983 | 2010 US54              | 5 de desembre de 2005  | Socorro              | LINEAR                   |
| 321984 | 2010 UZ54              | 22 de juliol de 2003   | Haleakala            | NEAT                     |
| 321985 | 2010 UT55              | 28 d'agost de 1995     | Kitt Peak            | Spacewatch               |
| 321986 | 2010 US58              | 28 d'agost de 1995     | Kitt Peak            | Spacewatch               |
| 321987 | 2010 UT58              | 4 de setembre de 2010  | Kitt Peak            | Spacewatch               |
| 321988 | 2010 UX59              | 12 de juliol de 2005   | Mount Lemmon         | Mt. Lemmon Survey        |
| 321989 | 2010 UB61              | 15 de març de 2007     | Kitt Peak            | Spacewatch               |
| 321990 | 2010 UE63              | 11 de setembre de 2004 | Socorro              | LINEAR                   |
| 321991 | 2010 UM63              | 7 d'octubre de 2004    | Kitt Peak            | Spacewatch               |
| 321992 | 2010 UY65              | 31 de març de 2009     | Mount Lemmon         | Mt. Lemmon Survey        |
| 321993 | 2010 UG72              | 15 d'octubre de 2001   | Palomar              | NEAT                     |
| 321994 | 2010 UY74              | 13 de desembre de 2006 | Catalina             | CSS                      |
| 321995 | 2010 UQ75              | 2 de febrer de 2008    | Mount Lemmon         | Mt. Lemmon Survey        |
| 321996 | 2010 UY75              | 30 d'octubre de 2010   | Mount Lemmon         | Mt. Lemmon Survey        |
| 321997 | 2010 UW76              | 29 d'abril de 2003     | Kitt Peak            | Spacewatch               |
| 321998 | 2010 UX77              | 6 de setembre de 1997  | Caussols             | ODAS                     |
| 321999 | 2010 UD78              | 25 d'agost de 2004     | Kitt Peak            | Spacewatch               |
| 322000 | 2010 UL79              | 13 de febrer de 2008   | Mount Lemmon         | Mt. Lemmon Survey        |